# Ahmadiyya

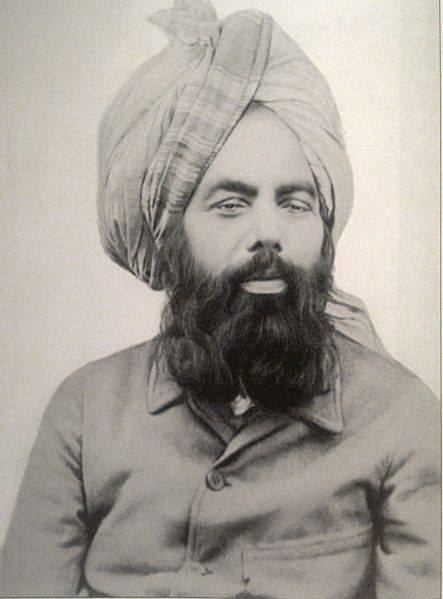
Mirza Ghulam Ahmad, Begründer der Ahmadiyya

Die Ahmadiyya (Urdu احمدیہ ‚Ahmad-tum‘) ist eine islamische Gemeinschaft, die von Mirza Ghulam Ahmad in den 1880er Jahren in Britisch-Indien gegründet wurde. Ab 1889 leisteten ihm die Anhänger den Treueid. Sie ließen sich 1901 unter dem Namen Ahmadiyya Musalmans in die offiziellen Zensuslisten der britisch-indischen Verwaltung eintragen.
Die sich als Reformbewegung des Islams verstehende Religionsgemeinschaft hält an den islamischen Rechtsquellen – Koran, Sunna und Hadith – fest, wobei zusätzlich die Schriften und Offenbarungen von Mirza Ghulam Ahmad eine erhebliche Bedeutung haben. Die Gemeinde sieht sich dem Islam zugehörig. Vonseiten der meisten anderen Muslime wird die Ahmadiyya-Lehre dagegen als Häresie betrachtet und abgelehnt. In islamischen Ländern werden die religiösen Gemeinden und deren Aktivitäten entsprechend bekämpft, was zu Beschränkungen und Verfolgung in diesen Ländern führt.
Die von Mirza Ghulam Ahmad gegründete Gemeinschaft spaltete sich in der Nachfolgefrage nach dem Tod seines Nachfolgers Nuur ud-Din in zwei Gruppen, die Ahmadiyya Muslim Jamaat (AMJ) und in die Ahmadiyya Andschuman Ischat-i-Islam Lahore (AAIIL), wobei die AMJ die AAIIL weitgehend verdrängt hat. Die derzeitige Hauptverwaltung der AMJ befindet sich in London (Großbritannien), die AAIIL hat ihre internationale Zentrale in Lahore. Die Nachfolger Ghulam Ahmads werden von der AMJ als Khalifat ul-Massih (Nachfolger des Messias) bezeichnet.

## Entstehung und Namensgebung

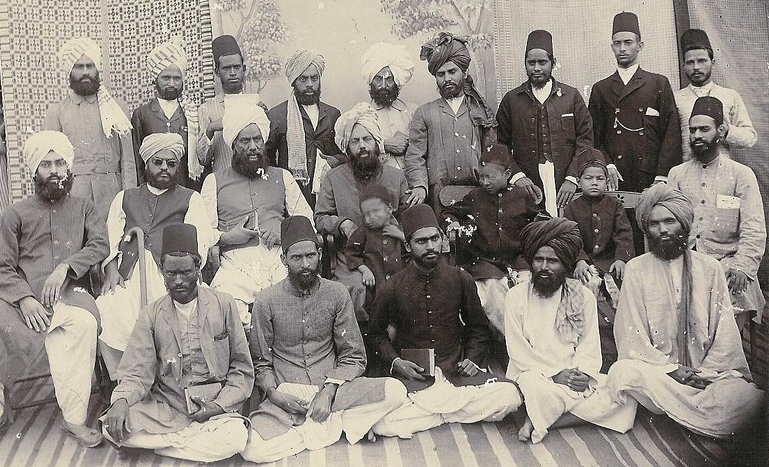
Mirza Ghulam Ahmad (Mitte) und seine frühen Anhänger. Zu seiner Rechten sitzt sein späterer Nachfolger Nuur ud-Din

Mirza Ghulam Ahmad entstammte einer aristokratischen Familie persischer Abstammung. 1882 brachte er die ersten zwei Bände seines Hauptwerks Barāhīn-i Ahmadiyya („Beweise des Ahmad-tums“) heraus, das anfangs unter den Muslimen als ein Werk voller Kraft und Originalität galt. Mirza Ghulam Ahmad trat als islamischer Erneuerer (Mudschaddid) auf und lud Ende 1888 in einer öffentlichen Bekanntmachung alle Menschen, „die Sucher der Wahrheit sind, (ein) ihm den Treueid zu leisten, um so den wahren Glauben, die wahre Reinheit der Religion und den Weg der Gottesliebe zu lernen.“ Die Zeremonie des Treueids fand dann am 23. März 1889 in Ludhiana statt. Dieses Ereignis wird als das eigentliche Gründungsdatum der Ahmadiyya-Bewegung betrachtet.
Im Dezember 1891 kündigte Ghulam Ahmad an, dass seine Bewegung jährliche Versammlungen in Qadian abhalten werde. Ahmad bezeichnete sich ab diesem Jahr als der vom Propheten Mohammed angekündigte Mahdi und verstand sich als die prophezeite Wiederkunft Jesu Christi, Krishnas und Buddhas in einer Person. Sein gottgegebener Auftrag sei die Vereinigung aller Religionen unter dem Banner des Islam.
Ghulam Ahmads Anhänger stammten vor allem aus der literarisch gebildeten Mittelschicht, die seine komplexe Sprache zu verstehen wussten. Ihren Namen erhielt die Glaubensgemeinschaft offiziell erst anlässlich einer Volkszählung im Jahr 1901, als Ahmad seinen Anhängern empfahl, sich als „Ahmadiyya Musalmans“ registrieren zu lassen. Volkstümlich wurden sie bis dahin als „Qadiani“ oder „Mirzai“ bezeichnet.
Mirza Ghulam Ahmad leitete den Namen „Ahmadiyya“ vom zweiten Namen des Propheten Mohammed ab, der im Koranvers 61:6 von Isa ibn Maryam als Ahmad bezeichnet wird.
Der Name Mohammed bedeutet auf Arabisch „Gepriesener“ bzw. „Gelobter“. Mirza Ghulam Ahmad verstand hierunter das Wirken von Mohammed in der medinensischen Periode der Prophetie, das von ihm als „triumphal“ charakterisiert wird. Ahmad bedeutet „der Preisende“ bzw. „der Lobende“. Dieser habe laut Mirza Ghulam Ahmad sich in der mekkanischen Periode der Prophetie manifestiert, die Mirza Ghulam Ahmad mit der Lobpreisung Gottes verbindet.
Mirza Ghulam Ahmad begründete die Namensgebung damit, dass Mohammed für die Herrlichkeit und Erhabenheit („Jalali“) stehe, während Ahmad die Schönheit („Jamali“) betone. Dadurch knüpft Ahmad an die frühe Zeit in Mohammeds Verkündung an.
Die Herleitung des Begriffs „Ahmadiyya“ ist umstritten: „Die Aḥmadīs geben vor, ihren Namen nicht von dem des Sektengründers abzuleiten, sondern von der Verheißung über ihn im Koran.“ In Abgrenzung zu diesem Anspruch findet auch der Begriff „Qādiyānīya“ bzw. „Mirzaiyya“ Verwendung; entsprechend werden Anhänger „Qādiyānī“ bzw. „Mirzai“ genannt.

## Spaltung
Nach dem Ableben Ahmads wurde der Arzt und Theologe Nuur ud-Din zum Oberhaupt der Ahmadiyya-Bewegung gewählt. Mit seiner Wahl am 27. Mai 1908 wurde das Khalifat nach dem verheißenen Messias errichtet.
Schon bald kam Kritik am Kalifatsystem auf, das von den Gegnern als autokratisch empfunden wurde und wird. Nach Nuur ud-Dins Tod 1914 brach der Dissens darüber offen aus. Vor allem das exekutive Organ wurde von „Kalifatsgegnern“ kontrolliert.

Fahne der Ahmadiyya Muslim Jamaat

1. Etwa 1.500–2.000 Befürworter des Kalifats wählten Mirza Baschir ud-Din Mahmud Ahmad zum zweiten Kalifen und damit zum neuen geistigen Führer.[27] Das Komitee (Anjuman) ist den Anweisungen des Kalifen unterworfen.[28] Die in Qadian verbleibende Gruppe nannte sich später Ahmadiyya Muslim Jamaat (AMJ). Die Kalifen der AMJ werden von einem Wahlkomitee auf Lebenszeit gewählt. Seit 2003 ist Mirza Masroor Ahmad als Khalifat ul-Massih V. das geistliche Oberhaupt der AMJ.[29]
2. Rund 50 Ahmadis – angeführt von Muhammad Ali und Khwaja Kamal ud-Din – verweigerten Mirza Baschir ud-Din Mahmud Ahmad die Gefolgschaft und errichteten in Lahore ein von einem Emir geführtes Präsidium. Auf das Baiat und eine spirituelle Leitung sollte verzichtet werden. Die nach Lahore ausziehende Gruppe nannte sich später Ahmadiyya Andschuman Ischat-i-Islam Lahore (AAIIL).[30]

Mirza Baschir ud-Din Mahmud Ahmad konnte zwar die Mehrzahl der Anhänger für sich gewinnen, doch war die Qadian-Gruppe (AMJ) unter dem 25-jährigen, unerfahrenen Führer und ohne eine intellektuelle, exekutive und administrative Elite empfindlich geschwächt. Die Lahore-Gruppe (AAIIL) war zugleich finanzstärker und konnte bald Missionsstationen in Woking und Berlin eröffnen. Später kamen Missionsstationen in Suriname und den Niederlanden hinzu.
Mirza Baschir ud-Din Mahmud Ahmad konnte jedoch die Qadian-Gruppe (AMJ) während seiner Amtszeit festigen und zu einer schlagkräftigen Organisation ausbauen. In der Folge konnte die AMJ kräftig Mitglieder hinzugewinnen, während die AAIIL stagnierte. Die AAIIL ist bis heute mit Publikationen und Missionsarbeit aktiv, spielt jedoch zahlenmäßig keine Rolle mehr und ist in die Bedeutungslosigkeit abgerutscht. Seit der Spaltung sind beide Gruppen ebenfalls unter den Bezeichnungen Qadiani (für AMJ) und Lahori (für AAIIL) vor allem in Indien und Pakistan bekannt. Diese Bezeichnungen werden von Ahmadiyya-Gegnern abwertend verwendet.

## Lehre
Die Lehre der Ahmadiyya basiert auf dem Koran, der Hadith und der Sunna. Zusätzlich haben die Schriften und Offenbarungen von Mirza Ghulam Ahmad eine erhebliche Bedeutung. Mirza Ghulam Ahmad sah sich als Prophet, Messias, Mahdi und die Endzeitverkörperung Krischnas. Die Lehrmeinung der Ahmadiyya weicht insbesondere in der Stellung Mirza Ghulam Ahmads, der Person Jesus von Nazareth (Isa ibn Maryam, Yuz Asaf), der Rolle des Mahdi, des Dschihad und in der Behandlung der Apostasie teilweise erheblich vom orthodoxen Islam ab. Die Ahmadiyya-Lehre wird daher von orthodoxen muslimischen Gelehrten als Häresie betrachtet und abgelehnt und der Gründer als Häretiker angesehen.
| Glaubenssatz                    | Islamische Orthodoxie | Lahore Ahmadiyya-Bewegung | Ahmadiyya Muslim Jamaat |
| ------------------------------- | --- | --- | --- |
| Die Wiederkunft Isa bin Maryams | In den „Letzten Tagen“ wird Jesus leibhaftig vom Himmel herabsteigen. | Jesus wird nicht leibhaftig wiederkommen. Die Berichte über seine Wiederkunft sind allegorisch zu verstehen und beziehen sich auf Mirza Ghulam Ahmad. | Jesus wird nicht leibhaftig wiederkommen. Die Berichte über seine Wiederkunft sind allegorisch zu verstehen und beziehen sich auf Mirza Ghulam Ahmad. |
| Die Wiederkunft Isa bin Maryams | Er würde „östlich von Damaskus“, d. h. innerhalb von Damaskus, auf ein Minarett herabsteigen. | Die Prophezeiungen des zweiten Auftretens Jesu wurde in der Person von Mirza Ghulam Ahmad erfüllt. Zur Erfüllung dieser Prophezeiung wurde das „Weiße Minarett“ in Qadian gebaut, das östlich von dem Ort Damaskus liegt. | Die Prophezeiungen des zweiten Auftretens Jesu wurde in der Person von Mirza Ghulam Ahmad erfüllt. Zur Erfüllung dieser Prophezeiung wurde das „Weiße Minarett“ in Qadian gebaut, das östlich von dem Ort Damaskus liegt. |
| Der Abschluss des Prophetentums | Mohammed ist „Siegel der Propheten“ خاتم النبيين, DMG ḫātam an-nabiyyīna | Mohammed ist „Siegel der Propheten“ خاتم النبيين, DMG ḫātam an-nabiyyīna | Mohammed ist „Siegel der Propheten“ خاتم النبيين, DMG ḫātam an-nabiyyīna |
| Der Abschluss des Prophetentums | Der Ausdruck im Koran „Siegel der Propheten“ bedeutet laut eigener Aussage Mohammeds, dass er der letzte Prophet ist. | Mohammed ist der letzte Prophet. | Mohammed ist der „größte“ und „beste“, nicht aber der „letzte“ Prophet. Er brachte das Prophetentum zur Perfektion und schloss das „religiöse Gesetz“ (Koran) ab. |
| Der Abschluss des Prophetentums | Trotzdem schließt das nicht das Wiedererscheinen eines „alten“ Propheten aus, z. B. die Wiederkunft Jesu in den „Letzten Tagen“. | Kein Prophet, weder ein neuer noch ein alter, kann nach ihm kommen. | Propheten nach Mohammed müssen seiner Sunna (Beispiel) und Hadith (Botschaft) folgen. Sie müssen den Stempel Mohammeds (Siegel) tragen, dürfen kein neues Gesetz (Koran) bringen und können ihn nicht in Perfektion übertreffen.                                                                                              |
| Der Abschluss des Prophetentums | Trotzdem schließt das nicht das Wiedererscheinen eines „alten“ Propheten aus, z. B. die Wiederkunft Jesu in den „Letzten Tagen“. | Mirza Ghulam Ahmad sei der Mudschaddid (Erneuerer) des 14. islamischen Jahrhunderts, jedoch kein Prophet. | Mirza Ghulam Ahmad war der Mudschaddid (Erneuerer) des 14. islamischen Jahrhunderts und ein (Mohammed nachgeordneter) Prophet. |
| Dschihad                        | Der Dschihad im Sinne des bewaffneten Kampfes ist prinzipiell möglich. Befugnis zur Ausrufung des Dschihads obliegt dem Emir-al-Muminin, dem Führer der Gläubigen. Mit der Abschaffung des osmanischen Kalifats und der Errichtung der Nationalstaaten in der islamischen Welt ist dies in dieser Form nicht mehr möglich. | Im orthodoxen Islam wird prophezeit, dass der Messias eine Periode des Friedens einläuten wird. Dies wurde von Mirza Ghulam Ahmad aufgegriffen und der bewaffnete Kampf, insbesondere der Dschihad, verboten. | Im orthodoxen Islam wird prophezeit, dass der Messias eine Periode des Friedens einläuten wird. Dies wurde von Mirza Ghulam Ahmad aufgegriffen und der bewaffnete Kampf, insbesondere der Dschihad, verboten. |
| Dschihad                        | Die Vorstellungen über die Voraussetzungen für den Dschihad variieren stark. | Heute steht Muslimen, die verfolgt und unterdrückt werden, die Möglichkeit offen, auszuwandern und ein Gebiet zu finden, in dem sie in Frieden leben können. Der bewaffnete Dschihad wurde durch den Dschihad des Argumentes abgelöst. Nach einem Hadith ist „die Tinte des Gelehrten wertvoller als das Blut des Märtyrers“. | Heute steht Muslimen, die verfolgt und unterdrückt werden, die Möglichkeit offen, auszuwandern und ein Gebiet zu finden, in dem sie in Frieden leben können. Der bewaffnete Dschihad wurde durch den Dschihad des Argumentes abgelöst. Nach einem Hadith ist „die Tinte des Gelehrten wertvoller als das Blut des Märtyrers“. |
| Apostasie                       | Apostasie gilt als strafbares Verbrechen. Die im Koran gewährte Religionsfreiheit bezieht sich auf das Recht der Anhänger der sogenannten Buchreligion ihren Glauben zu bewahren und zu praktizieren. | Die im Koran gewährte Religionsfreiheit gilt uneingeschränkt. Aufgabe des islamischen Glaubens oder Übertritt zu einer anderen Religion unterliegt keiner (irdischen) Strafe. | Die im Koran gewährte Religionsfreiheit gilt uneingeschränkt. Aufgabe des islamischen Glaubens oder Übertritt zu einer anderen Religion unterliegt keiner (irdischen) Strafe. |

## Ausbreitungsgeschichte

### Südasien
Die Ahmadiyya setzte von Anfang an sehr stark auf Expansion in Form von Missionierung. Schon Ghulam Ahmad gründete mehrere Zeitschriften, um seine Lehre zu verbreiten, so 1897 al-Hakam und 1902 al-Badr auf Urdu und 1902 als erste englischsprachige Zeitschrift The Review of Religions. Mit dieser Missionstätigkeit hatte die Ahmadiyya zunächst vor allem in Britisch-Indien Erfolg. Bis zur Teilung des indischen Subkontinents befanden sich etwa 74 % der indischen Ahmadiyya-Gemeinden auf dem Gebiet des heutigen Staates Pakistan. Die bisherige Zentrale der AMJ in Qadian verblieb in Indien, weswegen sie nach der Unabhängigkeit ihr Zentrum verlassen musste. Zum Schutz ihrer Institutionen, Lehranstalten, Bibliotheken, Druckereien, des Friedhofs und weiterer Immobilien ließen sie 313 Ahmadis, genannt Derwischan-e-Qadian, zurück. Das Hauptzentrum wurde vorübergehend nach Lahore verlegt. Von der pakistanischen Regierung kaufte die Bewegung ein Stück Ödland, wo sie am 20. September 1948 den Grundstein für die Stadt Rabwah legte. Im September 1949 wurde der Hauptsitz schließlich nach Rabwah verlegt. Wegen der sich verschärfenden Verfolgungssituation in Pakistan verlegte Mirza Tahir Ahmad den Sitz 1984 nach London.
Die Alphabetisierung der etwa vier Millionen in Pakistan lebenden männlichen und weiblichen Ahmadis ist mit etwa 100 % deutlich höher als der nationale Durchschnitt von 54,9 %. Damit machen die Ahmadis zwar knapp 2 % der Gesamtbevölkerung aus, doch sie repräsentieren etwa 20 % der gebildeten Bevölkerung. Folglich waren viele Ahmadis in hohe Posten der Verwaltung und bei den Streitkräften tätig, was allerdings die Missgunst einiger Gruppierungen erweckte. Der erste Außenminister Pakistans und der einzige pakistanische Präsident des Internationalen Gerichtshofs, Muhammad Zafrullah Khan, sowie der bislang einzige pakistanische und erste muslimische Nobelpreisträger in Physik, Abdus Salam, waren Mitglieder der Ahmadiyya.

### Europa
In den Zwischenkriegsjahren begannen sowohl die AAIIL als auch die AMJ in Europa Missionsstationen zu errichten.

#### Vereinigtes Königreich
Nachdem der englische Konvertit Lord Headly unter der Leitung des indischen Juristen Khwaja Kamal ud-Din die Shah-Jahan-Moschee in Woking erworben hatte, richtete Khwaja Kamal ud-Din die „Woking Muslim Mission“ ein. Die Missionsstation wurde von der AAIIL bis in die 1930er Jahre betrieben. Neben der Wilmersdorfer Moschee und der Moschee Keizerstraat errichtete die AAIIL 1913 eine Missionsstation in Woking und betrieb dort die Shah-Jahan-Moschee bis in die 1930er Jahre. Jedoch überdauerten die Missionsstationen der AAIIL den Zweiten Weltkrieg nicht.
Einzig Fateh Muhammad Sayaal, der als erster Auslandsmissionar 1913 in England eintraf, konnte durch die Errichtung der ersten Moschee in London (Fazl-Moschee) im Jahre 1924 einen nennenswerten Erfolg verzeichnen. Als erste Moschee der AMJ in Europa wurde 1924 die Fazl-Moschee in London eingeweiht. Mit dem Bait ul-Futuh wurde am 3. Oktober 2003 eine 4.500 Gläubige fassende Moschee in London eingeweiht.

#### Deutschland

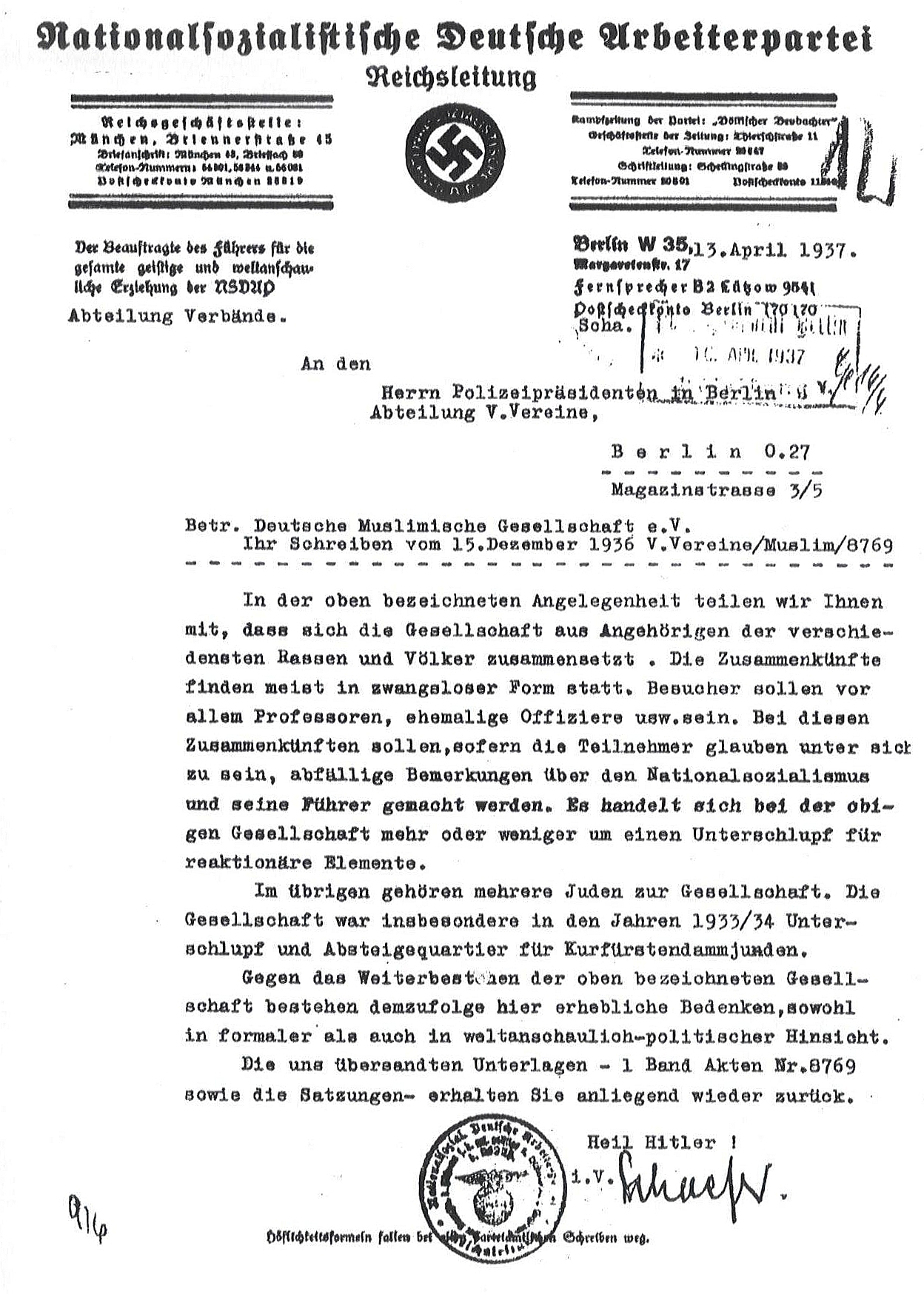
NSDAP-Reichsleitung, Abteilung Verbände am 13. April 1937

Am 9. Oktober 1924 legte die AAIIL in Berlin den Grundstein für die Wilmersdorfer Moschee. Die älteste erhaltene Moschee Deutschlands wurde am 26. April 1925 eröffnet und war zunächst unter dem Namen „Berliner Moschee“ bekannt. Die Berliner Moscheegemeinde gab von 1924 bis 1940 die Zeitschrift Moslemische Revue heraus. Die Berliner Moschee verlor aber ihre zentrale Stellung noch während des Zweiten Weltkriegs und konnte sie nie wiederherstellen.

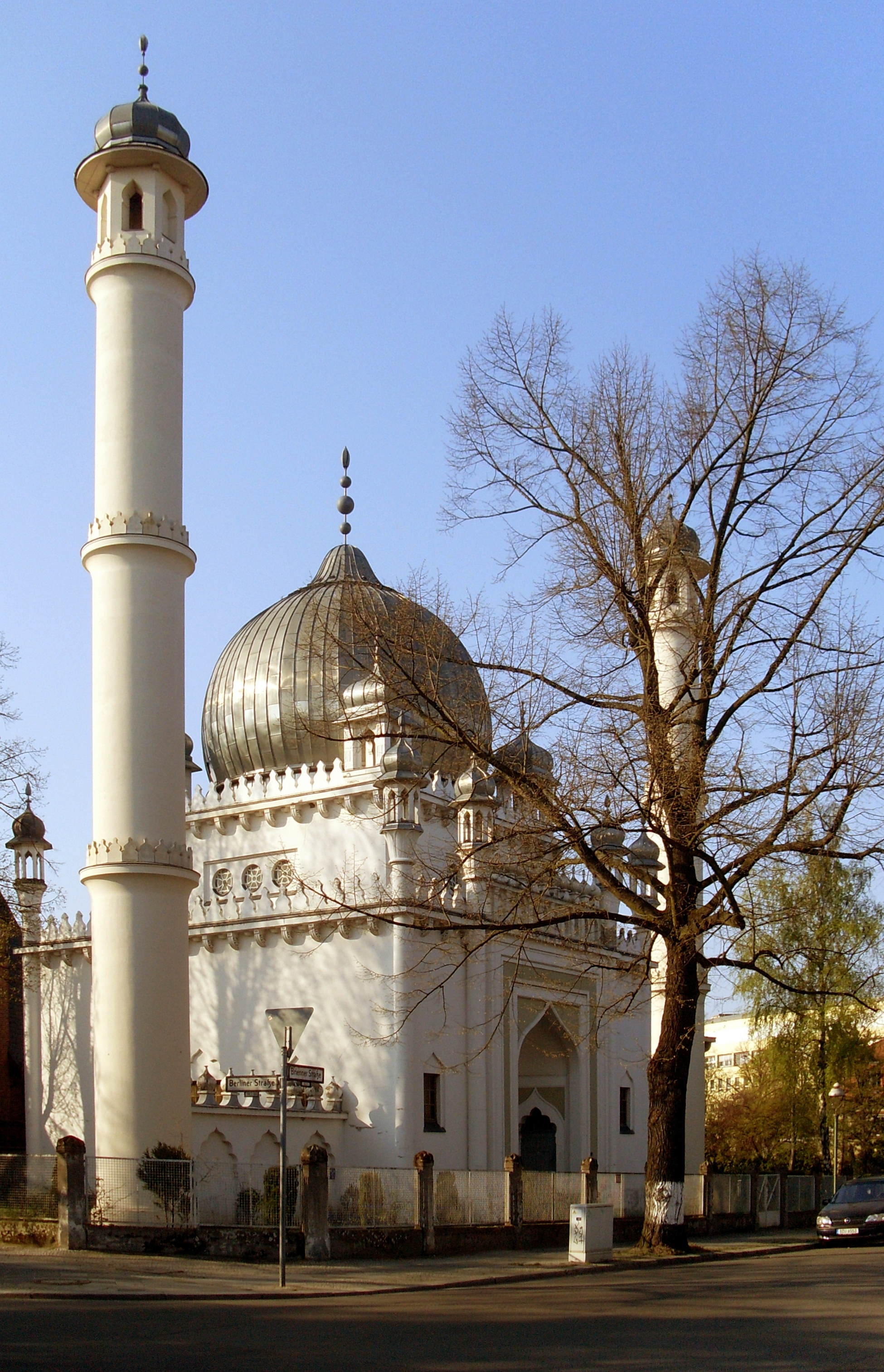
Älteste noch erhaltene Moschee Deutschlands in Berlin-Wilmersdorf

Der AMJ kam in den Zwischenkriegsjahren keine große Bedeutung zu. Der Bau einer Moschee am Kaiserdamm in der Nähe des Bahnhofs Witzleben musste aus finanziellen Gründen abgebrochen werden.
Während der Zeit des Nationalsozialismus konnte sich die Gemeinde nicht organisiert halten und begann erst nach dem Krieg mit dem Wiederaufbau. Einige Missionare kehrten wieder nach Indien zurück, die anderen wichen nach England aus. Die „Islamische Gemeinde Berlin“ beziehungsweise die „Berliner Moschee“ wurde von deutschen Muslimen weiter betreut. Seit dem 22. März 1930 führte die Moscheegemeinde den Namen Deutsch-Muslimische Gesellschaft e. V. Mit dieser Umbenennung war ein ungewöhnliches Programm verbunden: Die neue Gemeinschaft nahm auch Christen und Juden als Mitglieder auf, was für die damalige Zeit ungewohnt war. Doch genau das wurde der Gemeinschaft mit ihrer Moschee am Fehrbelliner Platz in der Zeit des Nationalsozialismus zum Verhängnis, denn die Nationalsozialisten sahen in der „Deutschen Muslimischen Gesellschaft e. V.“ einen „Zufluchtsort für Kurfürstendammjuden“. Nach dem Tod des syrischen Studenten Muhammad Nafi Tschelebi im Sommer 1933 führte die Deutsch-Muslimische Gesellschaft nur noch ein Schattendasein. Den Nationalsozialisten gelang es in der Folge, die islamische Gemeinde zu instrumentalisieren und die Moschee für Propagandaauftritte mit Mohammed Amin al-Husseini zu missbrauchen, z. B. anlässlich des Opferfestes im Jahr 1942. Im Jahre 1962 wurde die Deutsch-Muslimische-Gesellschaft von der AAIIL wiederbelebt und hat heute ihren Sitz in der Wilmersdorfer Moschee in Berlin.
Sadr ud-Din legte 1939 die erste deutsche Koranübersetzung aus der Feder der Ahmadiyya vor, wobei diese Übersetzung mit Lehren der Ahmadiyya durchsetzt ist. Da Sadr ud-Din ungenügend Deutsch sprach, arbeitete er mit dem Konvertiten Hamid Marcus zusammen, der jedoch kein Arabisch konnte. Aus dieser Zusammenstellung folgten etliche Unklarheiten. Nach dem Krieg arbeitete Mohammed Aman Hobohm an einer Überarbeitung, die er jedoch nie abschließen konnte.
Erst 1954 wurde von der AMJ eine eigene Koranübersetzung auf Deutsch herausgebracht, die schließlich die von Sadr ud-Din herausgegebene Übersetzung weitgehend verdrängte.
Nach dem Zweiten Weltkrieg gründete Sheikh Nasir Ahmad von 1946 bis 1962 Missionsstellen der AMJ im deutschsprachigen Raum. Es wurde ihm von der alliierten Besatzungsmacht gestattet, Deutschland von der Schweiz aus zu bereisen. In Hamburg entstand eine kleine Ahmadiyya-Gemeinde, die am 11. Juni 1948 vom Missionar S. N. Ahmad erstmals besucht wurde. Am 27. April 1949 sendete der NWDR Hamburg einen Vortrag von S. N. Ahmad, die wahrscheinlich erste Rundfunksendung Deutschlands zum Thema Islam. Schließlich erhielt die AMJ die Genehmigung für eine feste Missionsstelle, und am 20. Januar 1949 übernahm Missionar Abdul Latif die Leitung der ersten Lokalgemeinde in Hamburg. Am 9. August 1955 gründete die AMJ in Hamburg den Verein Ahmadiyya Bewegung in der Bundesrepublik Deutschland e. V. Im Jahre 1969 verlegte sie den Vereinssitz nach Frankfurt am Main und nennt sich seit 1988 Ahmadiyya Muslim Jamaat in der Bundesrepublik Deutschland e. V. Bald wurden die beiden ersten Moscheen in der Nachkriegsgeschichte gebaut, die Fazle-Omar-Moschee in Hamburg (1957) und die Nuur-Moschee in Frankfurt am Main (1959).

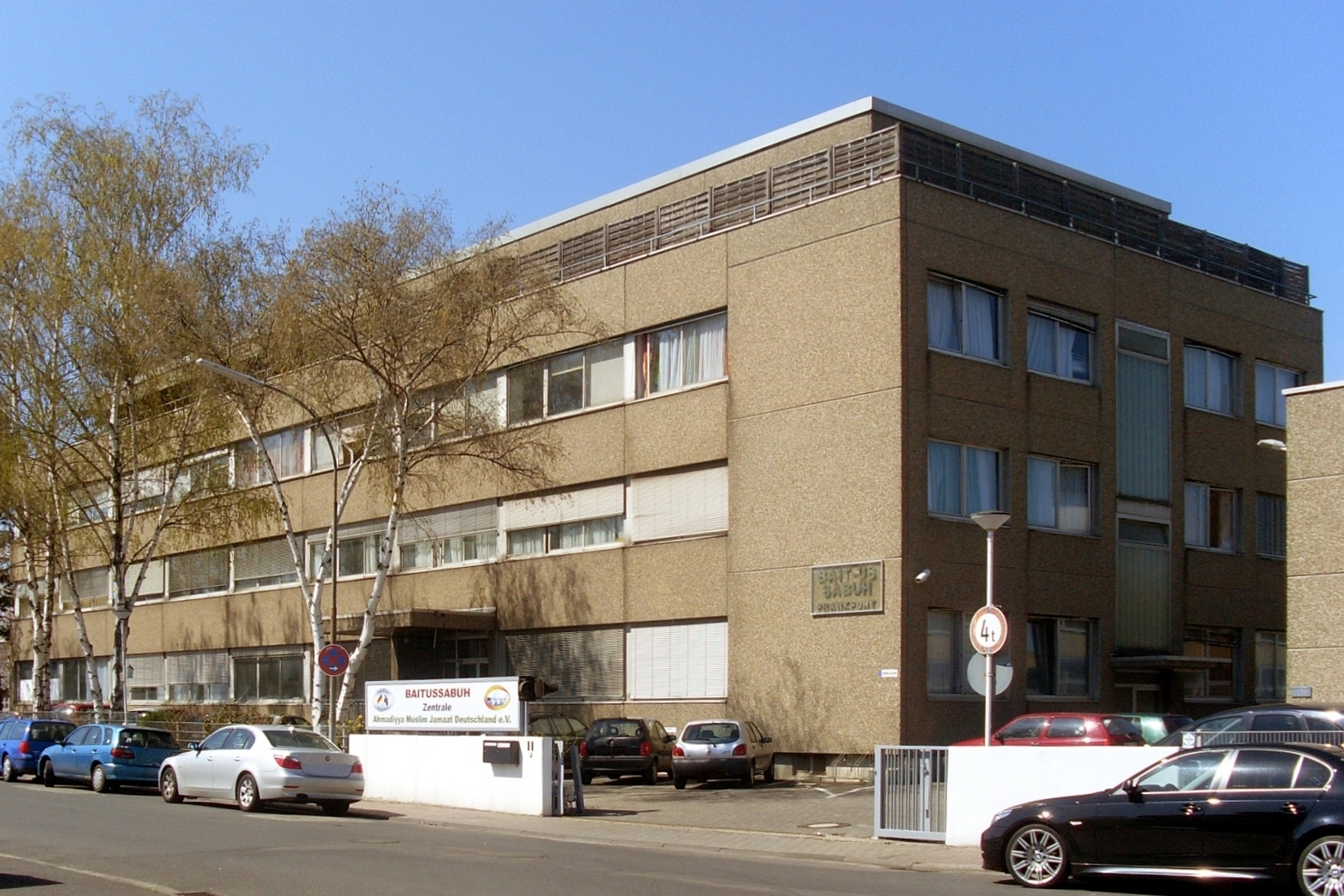
Bait us-Sabuh, Zentrale der AMJ in Deutschland

In der Nachkriegszeit gelang es der Ahmadiyya Muslim Jamaat, als erste muslimische Gemeinde in Deutschland aktiv zu werden. Der hohe Organisationsgrad und die straffe Struktur innerhalb der AMJ machte sie anfangs zu einem wichtigen Gesprächspartner für kirchliche und staatliche Institutionen. So beispielsweise beim ersten Beitrag zum christlich-muslimischen Dialog 1966 in der Katholischen Akademie der Erzdiözese Freiburg in Mannheim, bei dem ausschließlich die Ahmadiyya den Islam repräsentierte.
Mit der zunehmenden Organisation der meist türkischen Gastarbeiter verlor die AMJ seit Ende der 1970er an Bedeutung, zumal sie von der Bundesregierung – auf Druck bestimmter islamischer Gruppierungen – aus Entscheidungsprozessen ausgegrenzt wurde und wird.
1992 wurde in Groß-Gerau das Bait ul-Schakur gebaut. Es ist mit Platz für etwa 850 Gläubige und 600 m² Gebetsfläche die größte Moschee der Gemeinschaft in Deutschland. In Berlin wurde in Heinersdorf die Khadija-Moschee gebaut. Die Spenden wurden von den Ahmadifrauen aufgebracht.
Im Jahre 2002 kaufte die AMJ ein Industrieareal in Frankfurt-Bonames und richtete dort die neue Deutschland-Zentrale ein. Sie erhielt den Namen Bait us-Sabuh (Haus des sehr Reinen). Seit 1973 ist Haider Ali Zafar der Missionsleiter Deutschlands. Abdullah Uwe Wagishauser ist amtierender Emir.
AMJ verfolgt in Deutschland ein „100-Moscheen Projekt“. Die Durchführung dieses Plans wird in Teilen der Bevölkerung kritisch gesehen und führte in einigen Orten zur Gründung von Bürgerinitiativen, so in Schlüchtern und Heinersdorf. Die AMJ verfügt nach eigenen Angaben zurzeit in Deutschland über 30 Moscheen und 70 Gebetszentren.
Im April 2013 ist die Ahmadiyya Muslim Jamaat in Hessen als erste muslimische Gemeinde in Deutschland als Körperschaft des öffentlichen Rechts anerkannt worden.
Im Mai 2014 verlieh auch Hamburg der Ahmadiya Muslim Jamaat den Status einer Körperschaft öffentlichen Rechts.
2021 hat AMJ in Deutschland etwa 45.000 Mitglieder, die in 220 Gemeinden organisiert sind. Die Jugendorganisation von AMJ reinigt jeweils zu Neujahr die Straßen von dem Abfall, der in der Silvesternacht liegen geblieben ist. Im Jahr 2022 startete AMJ eine Informationskampagne mit dem Titel Wir sind alle Deutschland.

#### Österreich
Der österreichische Anthropologe Rolf Freiherr von Ehrenfels konvertierte zur Ahmadiyya, nachdem er vom Bau der Berliner Moschee gehört hatte, und organisierte in Österreich die „Wien Muslim Mission“. Die Mission brach jedoch 1938 nach dem Anschluss Österreichs an das Deutsche Reich zusammen, als Rolf von Ehrenfels nach Indien auswanderte.

#### Schweiz
Der Grundstein der Mahmud-Moschee wurde am 25. August 1962 durch Amatul Hafiz Begum, Tochter des Gründers Mirza Ghulam Ahmad, gelegt. Sie wurde am 22. Juni 1963 durch Sir Muhammad Zafrullah Khan in Anwesenheit des Stadtpräsidenten von Zürich Emil Landolt eröffnet. Die Mahmud-Moschee in Zürich ist die erste Moschee in der Eidgenossenschaft und die Zentrale der AMJ Schweiz. Die Gemeinde hat etwa 700 Mitglieder und ihr Emir ist Walid Tariq Tarnutzer.

#### Andere europäische Länder

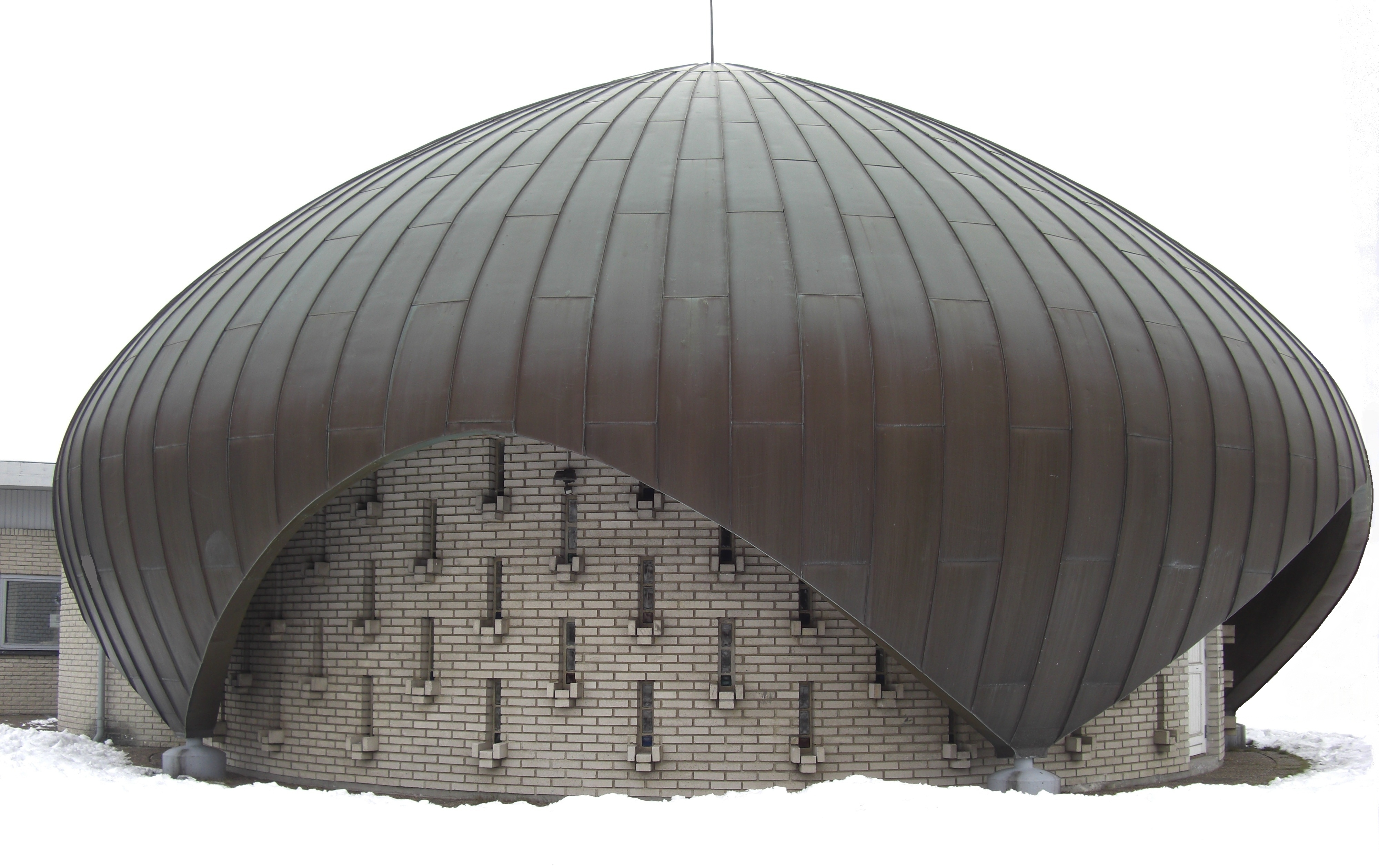
1967: Nusrat-Jehan-Moschee – Erste Moschee Skandinaviens

Ab 1927 versuchte die AAIIL von Albanien aus den Balkan zu missionieren, indem sie ihre bereits in England und Deutschland publizierten Zeitschriften ins Albanische übersetzte und diese als einzelne Artikel in Zeitschriften veröffentlichten ließ. Mit Beginn der kommunistischen Diktatur 1944 fanden ihre Bestrebungen ein Ende. Außerdem gab es wenig erfolgreiche Missionsarbeit in den Ländern Ungarn und Polen sowie Spanien und Italien.
Nach dem Zweiten Weltkrieg missionierte die AMJ im nicht-kommunistischen Europa. Die 1955 eröffnete Mobarak-Moschee in Den Haag war die erste Moschee der Niederlande, und die ersten niederländischen Konvertiten zum Islam in den 50er und 60er Jahren waren ebenfalls Mitglieder der Ahmadiyya. Bei der 1967 eröffneten Nusrat-Jehan-Moschee nahe Kopenhagen handelte es sich um die erste Moschee in den nordischen Ländern. Im selben Jahr gab die AMJ auch noch die erste komplette dänische Koranübersetzung heraus.
Am 10. September 1982 wurde die Bascharat-Moschee in Pedro Abad von Mirza Tahir Ahmad eingeweiht. Dies war der erste Moscheebau in Spanien nach der Herrschaft der Muslime vor über 500 Jahren.
Seit 2010 hat die Ahmadiyya Muslim Jamaat Missionsstationen in ganz Europa, ausgenommen in Griechenland, Lettland und der Slowakei.

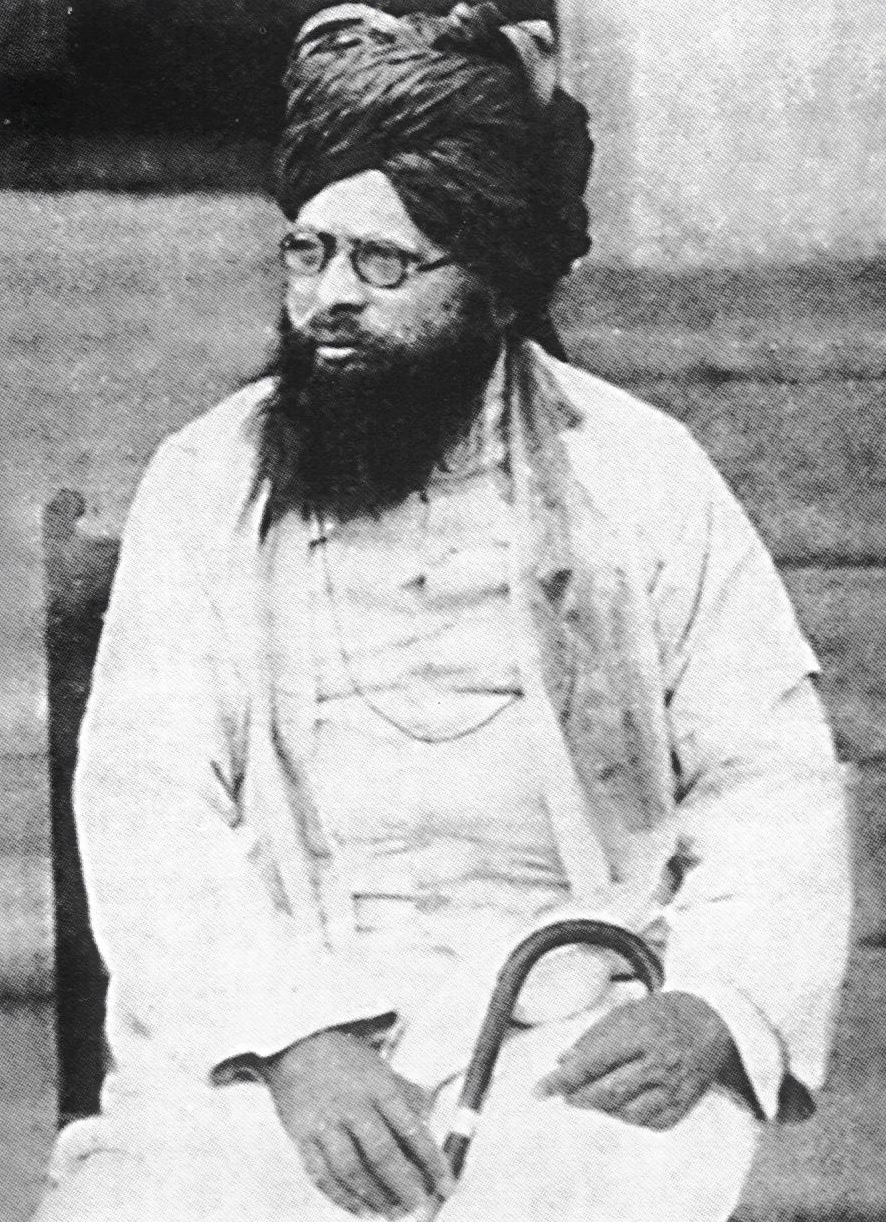
Abd ur-Rahim Nayyar – Erster Missionar in Westafrika

### Nigeria
Während des Ersten Weltkrieges konnte die Ahmadiyya in Nigeria Fuß fassen. Abd ur-Rahim Nayyar war der erste indische Missionar in Westafrika und erreichte Lagos am 8. April 1921. Er sollte die in Lagos ansässigen Ahmadis und Fante-Muslime bei ihren Bildungsanstrengungen unter westafrikanischen Muslimen unterstützen.
Zu dem Zeitpunkt waren in Nigeria fünf islamische Gruppen tätig, zum einen die „Jamaat“ (die größte Gruppe), die „Lemomu party“, „Ahl-i Koran von Aroloya“ (eine schwache und immer kleiner werdende Gruppe), die „Anhänger von Ogunro“ (ebenfalls eine kleine Gruppe) und die Ahmadiyya (die kleinste Gruppe von allen).
Nayyar knüpfte sehr früh Beziehungen mit der Gruppe der Jamaat und den Ahl-i Koran. Am 6. Juni 1921, zwei Tage vor dem Id ul-Fitr legten Mitglieder der Ahl-i Koran, darunter auch ihr Imam Dabiri das Baiat auf Nayyar ab. In einem Telegramm nach Indien wurde die Anzahl der Konvertiten mit 10.000 angegeben. Tatsächlich sollen es ein Viertel davon gewesen sein. Die Konversion mancher Anhänger der Ahl-i Koran gilt als voreilig und oberflächlich. So konvertierten einige nur, weil ihr bisheriger Imam Dabiri konvertierte und wandten sich nach seinem Tod im Jahre 1928 wieder ab.
Nayyars Vorhaben, die Unruhen in den muslimischen Gemeinden beizulegen, scheiterte. Schließlich eskalierten die Auseinandersetzung zwischen der Jamaat und den Ahmadis. So störten Zwischenrufer der Jamaat eine Versammlung der Ahmadis mit beleidigenden Liedern und gingen mit Gewalt gegen Ahmadis vor. In einem späteren Gerichtsverfahren wurden zwei Männer verhaftet. Nayyar besuchte noch Kano und Zaria, bis er im September 1922 wieder in Lagos eintraf. Ende dieses Jahres verließ Nayyar Westafrika für immer.
Die Ahmadis in Nigeria verlangten nach einem neuen indischen Missionar, worauf Fazl ur-Rahman Hakim 1935 in Nigeria eintraf. Bei seiner Ankunft machten sich zwei Gruppierungen innerhalb der Ahmadiyya-Gemeinschaft erkennbar: die Loyalisten („Loyalists“), die den Kalifen anerkannten und damit den Missionar, und die Autonomen („Independents“), die zwar den Gründer Mirza Ghulam Ahmad anerkannten, jedoch der Auffassung waren, dass jede nationale Sektion autonom und ohne den Kalifen agieren solle. Der Konflikt zwischen den beiden Parteien wurde immer mehr ein Konflikt zwischen zwei Personen. Der bisherige Imam sollte für den Missionar Hakim zurücktreten. Die Loyalisten argumentierten, dass ihm als Repräsentanten des Kalifen ein höherer Rang zustehe. Die Autonomen wollten dies nicht akzeptieren, da ein Imam nicht kurzerhand abgesetzt werden könne. Die Spaltung spitzte sich bei der Entscheidung über das Eigentumsrecht der ersten Schule der Ahmadiyya in Nigeria zu, bei der letzten Endes sie Autonomen siegten. Ende 1939 verlangte die internationale Zentrale in Qadian Hakim, dass jeder Ahmadi sein Baiat zu erneuern habe. Volkstümlich nannte man die beiden Gruppen weiterhin „Independents“ und „Loyalists“, offiziell hießen sie entsprechend „Ahmadiyya Movement-in-Islam (Nigeria)“ (1974 in „Anwar-ul Islam Movement of Nigeria“ umbenannt) und „Sadr Anjuman Ahmadiyya“ (später zu „Ahmadiyya Muslim Jamaat Nigeria“ umbenannt). Die Spaltung blieb endgültig, hatte jedoch nur nationales Ausmaß. 1943 schaffte es Sir Muhammad Zafrullah Khan, die Autonomen dazu zu bewegen, ein Telegramm nach Qadian zu schicken. Diese erklärten sich zur Erneuerung des Baiat bereit, unter der Bedingung, dass die Loyalisten alle Ämter wiederherstellen, wie vor Hakims Ankunft. Der Kompromissvorschlag wurde von der Zentrale in Qadian jedoch abgelehnt. Versöhnungsgespräche wurden weiterhin geführt, blieben jedoch erfolglos.

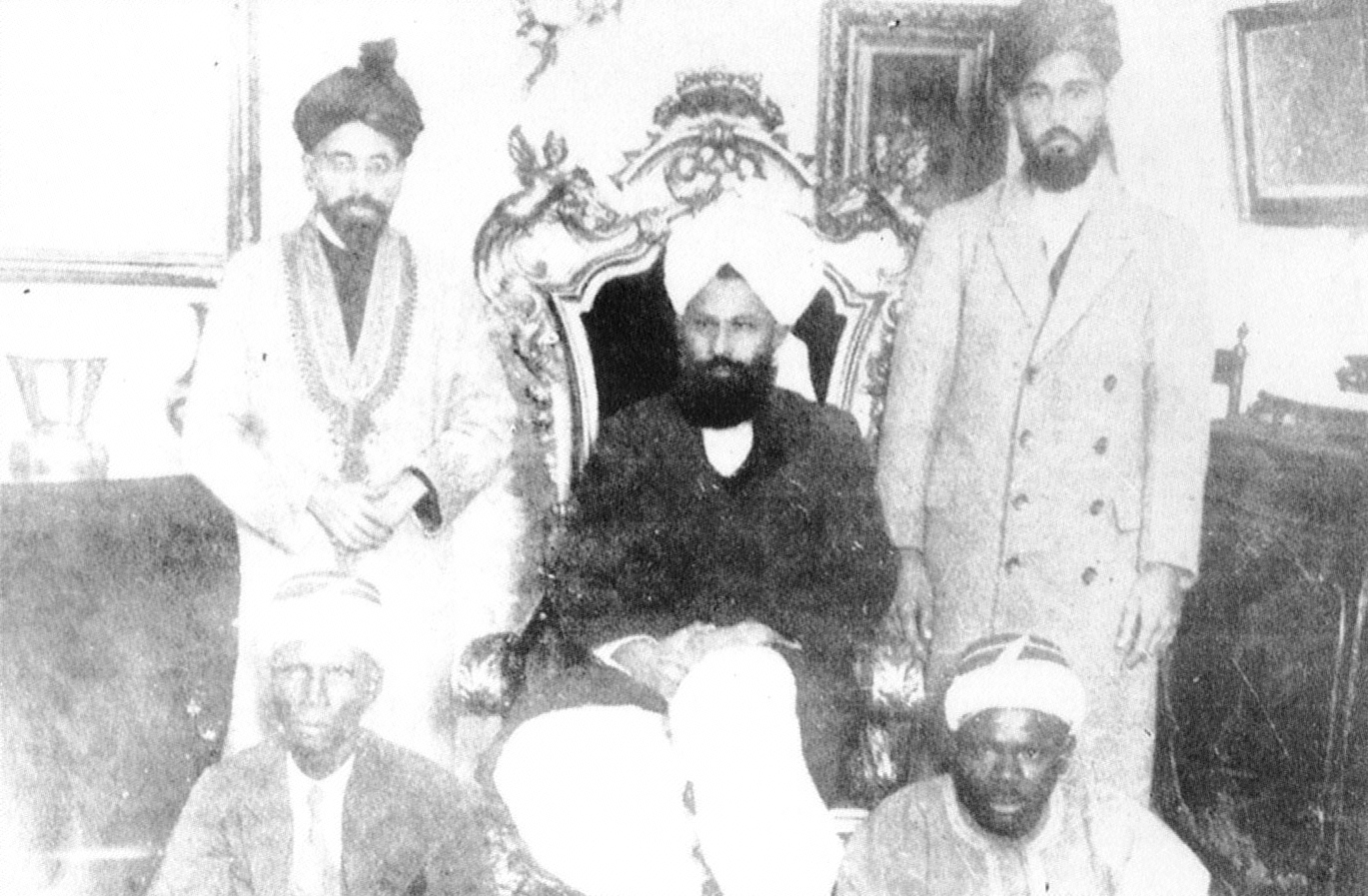
Von rechts: Fazl ur-Rahman Hakim; Mirza Baschir ud-Din Mahmud Ahmad und Abd ur-Rahim Nayyar.

### Ghana
Im März 1921 erreichte Abd ur-Rahim Nayyar Saltpond, der nach einem Monat Nigeria besuchte. Während dieses kurzen Aufenthalts in Ghana konnte er jedoch nahezu alle Fante-Muslime zur Ahmadiyya bekehren, die anders als in Nigeria nicht rückfällig wurden. Im Jahr darauf war Fazl ur-Rahman Hakim dauerhaft für die Goldküste zuständig. 1923 errichtete er in Saltpond eine Zentrale und leitete eine Grundschule.
Die Ahmadiyya Muslim Jamaat, in Ghana mit dem Namen „Ahmadiyya Muslim Mission“ aktiv, konnte wegen ihrer durchstrukturierten Organisation ihren Einfluss in Ghana ständig mit dynamischen und öffentlichen Predigten steigern und ist wohl die charismatischste islamische Gemeinschaft. Bei ihren Vorträgen bedienten sich die Missionare neben dem Koran auch der Bibel und versuchten damit, die Lehren des Christentums zu widerlegen. Mit dieser Arbeitsweise konnte ein überproportionaler Anstieg der Ahmadis festgestellt werden. So waren 1939 in Wa 100 Ahmadis bekannt, während sich 1948 in Ghana 22.572 Menschen zur Ahmadiyya bekannten. Bei der Volkszählung aus dem Jahr 1960 wurde die Anzahl der Ahmadis mit 175.620 beziffert. Damit waren heftige Provokationen gegen die Ahmadiyya verbunden, besonders vonseiten der Wala, die ihren bislang toleranten Ruf aufgaben und einen Konfrontationskurs gegenüber der Ahmadiyya einnahmen. Der in Wa geborene Händler Mallam Salih kam 1932 in der Kumasi-Region mit der Ahmadiyya Muslim Jamaat in Kontakt und trat einen Monat später in Saltpond der Ahmadiyya bei. In der Ashanti Region predigte er nun und konnte seine Handelspartner und die Aschanti zur Ahmadiyya bekehren. Als er nach Wa zurückkehren wollte, vertrieben ihn orthodoxe Gegner aus der Stadt. Seine von reformatorischem Eifer geprägten Predigten waren den Sunniten und Tidschani ein Dorn im Auge. Ihm und seiner Familie wurde nicht gestattet, Wasser und Nahrungsmittel zu besorgen und sein Haus zu verlassen. Ab dem 23. März 1933 war Mallam Salih offiziell ein Missionar und besuchte Ahmadis in Tamale und predigte in den Dörfern auf dem Weg dorthin. Auf seinem Rückweg war Polizeischutz notwendig. In Dagbon, der Heimat der Dagomba, und in Yendi predigte Salih von 1939 bis 1940, wobei er sich erneut die Sunniten und Tidschani als Zielgruppe suchte. Den verbalen Angriffen der Ahmadiyya auf die Lehren der Sunniten begegneten die Tidschanis unter anderem mit körperlicher Gewalt. So bewogen Tidschanis die Menschen in Dagbon dazu, Kinder mit Steinen zu bewerfen und Ahmadi-Prediger auszupfeifen. Im November 1943 wurde ein Anschlag auf eine Ahmadiyya-Moschee verübt, die sich auf Salihs Grundstück befand.
Anfang 1944 reichten die Ahmadis beim Gouverneur von Ghana, Alan Cuthbert Maxwell Burns, eine Klageschrift ein – nach Gesprächen verbesserte sich schließlich das gereizte Klima. Für eine gemäßigte Stimmung sorgte auch der erste Konvertit zur Ahmadiyya unter den Wala Mumuni Koray, der später von 1949 bis 1953 als König von Wa regierte. Dennoch wurden Ahmadis auf Großveranstaltungen wie etwa beim Freitagsgebet angegriffen, sodass diese von den 1950er bis zu den 70er Jahren nur unter Polizeischutz stattfinden konnten. Ab den 70er Jahren verlagerte die Ahmadiyya den Schwerpunkt ihrer Missionsarbeit immer mehr auf Christen, sodass die Aggressionen vonseiten der Sunniten und Tidschani immer geringer wurden.
Die Ahmadiyya leistete von Anbeginn an humanitäre Hilfe für Ghana, errichtete Krankenhäuser und Schulen, die unabhängig von ihrer Religion für alle Schüler und Lehrer zugänglich sind.
|                        | 1921–1974 | 1974–2000 |
| ---------------------- | --------- | --------- |
| Vorschulen             | 0         | 102       |
| Grundschulen           | 42        | 323       |
| weiterführende Schulen | 1         | 6         |
| Krankenhäuser/Kliniken | 4         | 11        |
| Missionare             | 51        | 128       |
| Gemeinden              | 365       | 593       |
| Moscheen               | 184       | 403       |

Der rasche Anstieg der sozialen Einrichtungen der Ahmadiyya in Ghana wurde zum einen durch Mirza Nasir Ahmads initiiertes „Nusrat-Jahan-Projekt“ begünstigt, das die finanzielle Unterstützung des Bildungs- und Gesundheitswesens der Ahmadiyya für Afrika sichern sollte. So errichtete man in Wa das nach dem Projekt benannte „Nusrat Jahan Teachers Training College“, um die benötigte Kapazität an Lehrern zu gewährleisten. 1966 wurde auch eine theologische Schule (Jamia Ahmadiyya) eröffnet, um den Bedarf an Missionaren decken zu können. Zum anderen sind die Bemühungen von der Vorstellung motiviert, eine „Wiederbelebung des Islam in Ghana“ zu erreichen. So hieß es bei der Eröffnung des vierten Krankenhauses:

„Krankenhäuser und Bildungseinrichtungen in diesem Land zu erbauen gehört zu unserem Ziel, die verlorene Ehre des Islam wiederherzustellen.“

Im sozialen Engagement der Ahmadiyya sahen die Sunniten und Tidschani indes eine Entstellung des Islam in Ghana. Infolge der weltweiten Hetze gegen die Ahmadiyya wurde in der vom 9. bis 10. Oktober 1970 stattfindenden Nationalen Konferenz der Sunniten eine 7 Punkte umfassende Resolution verabschiedet, worin die Ahmadiyya-Bewegung zur „Schande für den Islam in Ghana“ erklärt wurde.

### USA
Die erste Bekanntschaft mit dem amerikanischen Kontinent entstand bereits 1886 in einem Briefwechsel zwischen Mirza Ghulam Ahmad und Alexander Russell Webb. Zu diesem Zeitpunkt war Mirza Ghulam Ahmad noch ein angesehener Gelehrter unter den indischen Muslimen. Alexander Russell Webb konvertierte später zum Islam. Bei seiner Reise durch Indien im Jahre 1892 äußerte er seinen Wunsch, Mirza Ghulam Ahmad zu besuchen, da er ihm den „großen Gefallen“ getan habe, ihn näher zum Islam gebracht zu haben. Orthodoxe Muslime hielten ihn jedoch von einem Besuch ab. Als erster amerikanischer Ahmadi gilt Mirza Ahmad Anderson, der 1901 nach einem Briefwechsel zur Ahmadiyya konvertierte.

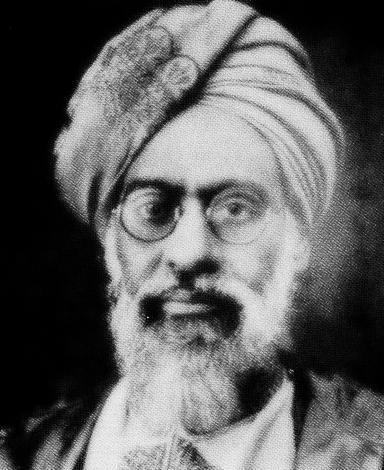
Muhammad Sadiq – Erster Ahmadiyya-Missionar in den USA

Muhammad Sadiq, der ursprünglich als Missionar für die Woking-Moschee zugeteilt war, reiste am 24. Januar 1920 Richtung USA. Auf der Überfahrt erregte sein grün-goldener Turban die Aufmerksamkeit mancher Mitreisenden, sodass er anfing, über die Lehren der Ahmadiyya zu predigen; sieben Mitreisende konnte er so zur Konversion zur Ahmadiyya bewegen. Sadiq kam als erster Missionar der AMJ für Amerika am 15. Februar 1920 in Philadelphia an. Er wurde sogleich von den amerikanischen Behörden verhaftet, weil er eine Religion predigte, welche auch die Polygamie erlaubt. Gefangen im Philadelphia Detention House predigte er weiter und konnte weitere 20 Anhänger hinzugewinnen. Unter der Auflage, nichts zum Thema Polygamie zu predigen, wurde er nach zwei Monaten freigelassen.
Als Absolvent der University of London und Kenner der arabischen und hebräischen Sprache begann Muhammad Sadiq, Artikel zum Islam zu schreiben – es erschienen bis Mai 1920 zwanzig Artikel in amerikanischen Zeitschriften und Zeitungen, darunter auch in der The New York Times. Im Herbst 1920 arbeitete er mit dem Herausgeber der arabischen Zeitung „Alserat“ zusammen und gründete einen Verein nahe Detroit. Dieser Verein, zu dessen Vorsitzenden Sadiq gewählt wurde, sollte orthodoxe und heterodoxe Gemeinden zusammenbringen, um den Islam zu schützen. Ab Juli 1921 begann Muhammad Sadiq, ein vierteljährlich erscheinendes Magazin mit dem Namen „The Moslem Sunrise“ herauszugeben in dem der amerikanischen Öffentlichkeit ein friedlicher, progressiver und modernisierter Islam präsentiert wurde. Während des Zeitraums der ersten Ausgabe wurden 500 Briefe über den Islam zusammen mit einer Ausgabe des „The Moslem Sunrise“ an Freimaurerlogen der Vereinigten Staaten und etwa 1000 Ahmadiyya-Bücher an bedeutende Büchereien geschickt. Auch Berühmtheiten wie Thomas Edison, Henry Ford und der damalige Präsident Warren G. Harding erhielten Ahmadiyya-Literatur.
Sadiq gründete 1921 die „Chicago Muslim Mission“ und errichtete die später nach ihm benannte Al-Sadiq-Moschee. Er hielt weiterhin Vorträge in Schulen und Logen an der Ostküste und im Mittleren Westen der Vereinigten Staaten, die gut aufgenommen wurden. Im September 1923 beendete Sadiq seine Arbeit in Amerika und kehrte nach Indien zurück. 1923, 1925 und 1928 folgten weitere Missionare für die USA. Die Ahmadiyya bemühte sich vor allem um die immigrierten Muslime, die nach ihrer Ankunft nach einer Leitung suchten. Die Missionare der Ahmadiyya standen den amerikanischen Medien ablehnend gegenüber und kritisierten die Gesellschaft wegen ihrer rassistischen Haltungen. Dieser Punkt fand unter den Afroamerikanern Zustimmung, sodass zwischen 1921 und 1924 über 1000 Neuzugänge verzeichnet wurden. Auch einige 40 Mitglieder der Universal Negro Improvement Association ließen sich von der Ahmadiyya anziehen. Bis zur Gründung der Nation of Islam in den 1930er Jahren konnte die AMJ die meisten Konvertiten unter den Afroamerikanern hinter sich versammeln. Bis 1940 stieg die Anzahl der Konvertiten auf fünf- bis zehntausend.
Chicago diente als nationales Hauptquartier der AMJ bis 1950. Danach wurde es in die American Fazl Moschee in Washington, D.C. bis 1994 verlegt. Seit jeher befindet sich das Hauptquartier im Bait ul-Rehman in Silver Spring.
Die AAIIL eröffnete 1948 ihr erstes Zentrum in den USA, das jedoch 1956 wegen mangelnder Belegschaft wieder geschlossen werden musste.
In den USA herrschte, im Gegensatz zu Deutschland, ein reges Gemeinschaftsleben innerhalb der Ahmadis, von denen die große Mehrheit Afroamerikaner waren. Die Lage änderte sich, als sich ganze Familien aus Südasien in den Vereinigten Staaten niederließen und gleichzeitig Afroamerikaner aus der Ahmadiyya-Bewegung austraten. Die Migranten beteiligten sich am Gemeindeleben in der Moschee, was einzelne Afroamerikaner reizte. Dabei spielten kulturelle Differenzen eine weitaus größere Rolle als die religiöse Praxis. In einer Umfrage gaben die Frauen ihre interkulturelle Verständigung als solide an, während die amerikanischen und pakistanischen Männer das Bedürfnis anerkennen, die Verständigung zwischen den beiden ethnischen Gruppen weiter aufzubauen.

### Kanada
Die ersten Ahmadis kamen in den 1930ern nach Halifax, um zu studieren, oder wanderten ein, dies jedoch in seltenen Fällen. Erste Gemeinschaften entstanden, als in den 1960ern immer mehr Ahmadis überwiegend nach Ontario migrierten. 1966 wurde die Gemeinschaft unter dem Namen „Ahmadiyya Movement in Islam, Ontario“ registriert. Am 17. Oktober 1992 wurde in Anwesenheit von Mirza Tahir Ahmad und vielen Regierungsmitgliedern am Stadtrand von Toronto das Bait ul-Islam (Haus des Islam) eröffnet. Umliegende Gemeinden erklärten den 16. beziehungsweise 17. Oktober 1992 zum „Ahmadiyya-Moschee-Tag“ und die Woche vom 16. bis 23. Oktober 1992 zur „Ahmadiyya-Moschee-Woche“. Mit der Freitagsansprache des Mirza Masroor Ahmad wurde am 4. Juli 2008 in Calgary das 15 Mio. CAD teure Bait un-Nuur (Haus des Lichts) eröffnet. Mit der Grundfläche von 15.000 m² und einer Gebetsfläche von etwa 4.500 m² ist es die größte Moschee in Kanada. In East Mississauga gibt es eine theologische Ausbildungsstelle für Ahmadiyya-Missionare.

### Irak
1921 zeigte die Ahmadiyya Muslim Jamaat erste Versuche, die Arabische Halbinsel zu missionieren. Die erste Jalsa Salana wurde 1922 in Bagdad abgehalten und ein Brief an König Faisal I. gesendet, in dem die Lehre der Ahmadiyya dargelegt wurde. Nach 1939 können keine Aktivitäten der Ahmadiyya nachgewiesen werden.

### Syrien
Jalal ud-Din Shams kam als erster Missionar in Damaskus an. Nach einem Mordversuch auf ihn wurde er von französischen Behörden des Landes verwiesen. Für die späten 30er Jahre wird die Anzahl der Ahmadis auf etwa 50 Gläubige geschätzt. 1954 wurde eine Anti-Ahmadiyya-Fatwa veröffentlicht, dennoch war Mirza Baschir ud-Din Mahmud Ahmad in der Lage, das Land im darauffolgenden Jahr zu besuchen. 1958 konfiszierte Syrien das Eigentum der Ahmadiyya-Bewegung, sodass ihre Aktivitäten ein Ende nahmen.

### Israel
Die Anstrengungen der Ahmadiyya in Haifa waren erfolgreich. 1928 errichtete Jalal ud-Din Shams nach seiner Ausweisung aus Syrien eine Moschee am Karmel-Gebirge. Trotz Widerstands konnte sich die Ahmadiyya Muslim Jamaat in der Umgebung etablieren. In den späten 1970er-Jahren wurde die Mahmud-Moschee in dem im Süden von Haifa liegendem Kababir erbaut. 2019 wird ihr Zahl auf 1000 bis 2200 Personen geschätzt. Der bekannteste Anhänger in Israel ist der Abgeordnete der Knesset Ayman Odeh.

### Südostasien
Schon in den 1920er Jahren wurde die Ahmadiyya durch Mission auch nach Südostasien getragen. Kamal-ud-Din, der Leiter der Lahore-Ahmadis tourte 1921 zwei Monate lang durch Malaya, Java und Rangoon, um für seine Gemeinschaft zu werben. Im Juli 1925 kamen über 2.000 Menschen in der Victoria Memorial Hall in Singapur zusammen, um gegen den Einfluss der Ahmadiyya auf den malaiischen Raum zu protestieren. In Niederländisch-Indien fasste die Lahore-Fraktion schon 1924 Fuß, die Qadian-Fraktion folgte 1925 mit der Ankunft des Missionars Maulvi Rehmat Ali in Sumatra. Nach der Unabhängigkeit Indonesiens wurde sie in diesem Land am 13. März 1953 von der indonesischen Regierung anerkannt.

### Gegenwärtige weltweite Situation
Der World Christian Encyclopedia zufolge ist die Ahmadiyya weltweit die am stärksten wachsende muslimische Gruppierung sowie die zweitstärkste wachsende religiöse Gruppierung. Schätzungen zufolge hat die Ahmadiyya-Bewegung weltweit mehr als zehn Millionen Anhänger, von denen 8.202.000 in Südasien leben (Stand: 2002). Die Bewegung selbst hat die Zahl ihrer Anhänger zuletzt im zweistelligen Millionenbereich angegeben. Für Pakistan geben staatliche Statistiken für 1998 einen Anteil von 0,22 % an. Die Ahmadiyya boykottiert den Census seit 1974. Unabhängige Quellen geben die Anzahl der Ahmadis in Pakistan mit etwa 2–5 Millionen an. Die AMJ zählt in Deutschland etwa 35.000 Mitglieder in über 220 Gemeinden, darunter sollen 300 Konvertiten sein.
Größere Gemeinden der Ahmadiyya Muslim Jamaat bestehen außer in Südost-Asien in Europa, Nordamerika und Westafrika. Obwohl die Auslandsmissionen der Ahmadiyya in der westlichen Welt nur mäßig erfolgreich waren, stellten sie dennoch als erste muslimische Gemeinde eine Herausforderung für christliche Missionare dar. Zudem war das Netzwerk der Auslandsmission für die Aufnahme der Ahmadis aus Pakistan von Nutzen. Ihre größten Missionierungserfolge erzielte Ahmadiyya in West- und Ostafrika, wo sie sich auch im Bildungs- und Sozialwesen engagiert (Bau von Schulen und Krankenhäusern).
Die AAIIL hat eine Gemeinde in Berlin-Wilmersdorf mit weniger als 20 Mitgliedern (Stand 2010). Die globale Mitgliederstärke wird mit 30.000 angegeben. Sie hat eine Moschee in Europa, die Wilmersdorfer Moschee in Berlin. In England sind 250 Mitglieder besonders in der Umgebung von London aktiv.
Weltweit sollen über 16.000 Moscheen der AMJ gehören. Die meisten sollen sich in Südasien und Afrika befinden.

## Verfolgung
Die Ahmadiyya ist die meist verfolgte muslimische Gemeinde. Die Ahmadiyya Muslim Jamaat wird wegen ihrer abweichenden Lehrmeinungen von vielen Muslimen als nicht-islamisch abgelehnt und ihre Anhänger in einigen Ländern religiös benachteiligt bzw. verfolgt. In Pakistan wurden eigens Parteien gegründet, die sich den Kampf gegen den sogenannten Qadianismus als Hauptbestandteil ihres Parteiprogrammes gemacht haben, in Saudi-Arabien steht die vorherrschende Lehrmeinung der Wahhabiten im strikten Gegensatz zur Ahmadiyya-Lehre. So wurden Anhänger der Ahmadiyya-Bewegung rechtlich als Nichtmuslime erklärt und haben somit keinen rechtlichen Anspruch auf Visa und können nicht am Haddsch teilnehmen.

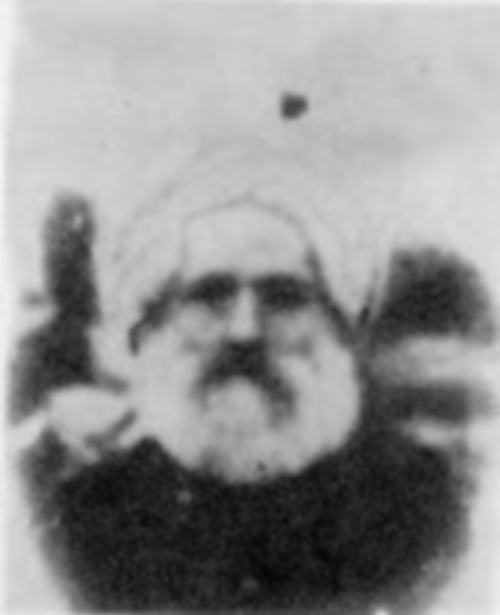
Abdul Latif, einer der ersten Märtyrer der Ahmadiyya

### Afghanistan
Abdul Latif fungierte als Lehrer und Berater in religiösen Angelegenheiten des Habibullah Khan. Nachdem er um 1893 etwas über die Ahmadiyya gelesen hatte, schickte er seinen Schüler Abd ur-Rahman nach Qadian. Als dieser die Dschihad-Lehre der Ahmadiyya in Kabul publizierte, wurde er 1901 von Emir Abdur Rahman Khan der Apostasie für schuldig befunden und zum Tode verurteilt. Abdul Latif wurde 1903 nach seiner Ankunft aus Qadian in Kabul zunächst verhaftet. Sein ehemaliger Schüler und jetzt Emir von Afghanistan gab ihm die Möglichkeit, seinen Glauben abzuschwören. Wegen der Verweigerung wurde er der Apostasie für schuldig befunden und im Juli 1903 gesteinigt. Unter der Herrschaft des Amanullah Khan brach mit der Steinigung von Nimatullah am 31. August 1924 eine Verfolgungswelle aus, in der bis Februar 1925 weitere Ahmadis verhaftet wurden. Bei Abkehr wurden sie freigelassen, gegen zwei von ihnen wurde die Todesstrafe verhängt. Seitdem sind in Afghanistan keine aktiven Ahmadis bekannt geworden.

### Pakistan

#### Unruhen in den 1950er Jahren
Die „Majlis-i Ahrar-i Islam“, die sich der Dar ul-Ulum Deoband zugehörig fühlt, war bereits in den 1930er Jahren in Indien aktiv, doch konnten damals die meisten Anti-Ahmadiyya-Kampagnen durch ein Verbot der Majlis-i Ahrar-i Islam von der britischen Regierung eingedämmt werden. Im neuen Staat formierten sich die Ahrar neu und forderten am 1. Mai 1949 erstmals öffentlich, dass die Ahmadiyya zu einer nichtmuslimischen Minderheit erklärt werde. Mit der Zeit plädierten die Ahrar auch dafür, dass der Ahmadi Muhammad Zafrullah Khan von seinem Posten als Außenminister Pakistans abgesetzt wird, und Ahmadis im gesellschaftlichen Umfeld boykottiert werden. Daneben setzte die Jamaat-e-Islami die regierende Muslimliga mit ihrer Forderung nach einem islamischen Staat weiter unter Druck und forderte ebenfalls, die Ahmadiyya zu einer nichtmuslimischen Minderheit zu erklären.
Im Juni 1952 bildeten die islamistischen Parteien eine Allianz, die nun verstärkt als außerparlamentarische Anti-Ahmadiyya-Front auftrat. Die erste geplante Aktion dieser „Majlis-i Amal“ genannten Allianz richtete sich an Ladenbesitzer; sie sollten die Ahmadis den Zutritt in ihren Geschäften verwehren. Die Muslimliga teilte ab Juli 1952 den Standpunkt mit den fundamentalistischen Parteien. Von ihrem Parteisitz in Gujranwala aus forderten sie erstmals am 17. Juli 1952 den Ausschluss der Ahmadiyya aus der islamischen Gemeinschaft. Es folgten gewalttätige Übergriffe gegen Ahmadis vor allem im Westen der Provinz Punjab, um so die Muslimliga der Provinz zum Handeln zu bewegen. Zwar schaute die Muslimliga mit Bedenken auf die Randale der eigenen Partei, blieb aber passiv. Die pakistanische Presse unterstütze zudem die islamistischen Parteien, indem sie Ahmadis als Nichtmuslime brandmarkte. Letztlich gab die Muslimliga der Provinz Punjab nach und sprach sich ebenfalls für die Klassifizierung der Ahmadis als Nichtmuslime aus. Dabei war erstmals eine klare Tendenz erkennbar: Das Ahmadiyya-Problem sollte nicht mehr aus einem religiösen Blickwinkel betrachtet werden – wie es die Majlis-i Ahrar und die Jamaat-e-Islami anstrebte –, sondern verfassungsrechtlich geklärt werden.
Am 21. Januar 1953 stellte die Aktionsfront Majlis-i Amal dem Premierminister Khawaja Nazimuddin das Ultimatum, die Ahmadiyya binnen eines Monats zu einer nichtmuslimischen Minderheit zu erklären und den Außenminister abzusetzen. Doch anstatt den Forderungen nachzukommen, verhaftete die Regierung am 27. Februar bedeutende Führer der Majlis-i Amal. Dies gab Anlass für Proteste die in den bis dahin heftigsten Unruhen endeten, wobei Ahmadis attackiert, geplündert und massakriert wurden. Die Regierung sowie das Militär blieb in diesem Fall neutral und wandte erstmals in der Geschichte Pakistans das Kriegsrecht an.
Nach dem unfreiwilligen Rücktritt des Ministerpräsidenten der Provinz Punjab kehrte Ruhe ein. Im April wurden auch der Premierminister Khawaja Nazimuddin sowie sein Kabinett abgesetzt. In der neuen Regierung war Zafrullah Khan weiterhin im Außenministerium tätig.
Einen Monat nach den Ausschreitungen wurde ein Untersuchungsausschuss damit beauftragt, die Unruhen von Punjab näher zu beleuchten. Der Abschlussbericht des Ausschusses griff die Ulema genannten Führer der islamistischen Parteien stark an und stellte fest, dass diese allein für die Unruhen verantwortlich seien. Bezüglich der Forderung dieser Ulema hieß es im Bericht:

„If we adopt the definition given by any one of the ulama, we remain Muslims according to the view of that alim but kafirs according to the definition of every one else.“

Nach diesem Rückschlag im Kampf gegen die Ahmadiyya blieb es in den kommenden 20 Jahren verhältnismäßig ruhig, zumal es Muhammed Ayub Khan gelang, den fundamentalistischen Parteien Einhalt zu gebieten.

#### Wiederaufbrechen des schwelenden Konfliktes in den 1970ern
Enttäuscht von der Niederlage im Bangladesch-Krieg forderten die islamistischen Parteien und Interessensgruppen, dass die islamische Position in Pakistan gefestigt wird. Führer der islamistischen Parteien warfen 1973 die Ahmadiyya-Frage erneut auf und baten u. a. den saudi-arabischen König Faisal ibn Abd al-Aziz, bei der Regierung Pakistans direkt zu intervenieren. Auf dem islamischen Gipfeltreffen im Februar 1974 in Lahore forderte er daraufhin, dass Bhutto die Ahmadiyya-Frage schnellstmöglich klären möge und versprach dabei, Pakistan in seiner Wirtschaftsentwicklung finanziell zu unterstützen.
Die Islamische Weltliga erklärte per Fatwa die Ahmadiyya-Bewegung im April 1974 zu Irrlehre und ihre Anhänger zu Nichtmuslimen bzw. Apostaten.
Von der Rede König Faisals angetan, bildeten die religiösen Gruppen im April 1974 die „Majlis Tahaffuz Khatam-i Nabuwat“ (kurz: MTKN) – vergleichbar mit der 1953 gebildeten Majlis-i Amal. Die MTKN konnte erfolgreich konservative Studenten für sich gewinnen. Am 22. Mai machte eine Gruppe dieser Studenten bei ihrer Studienfahrt nach Peschawar an der Rabwah Railway Station einen Zwischenstopp. Dabei griffen die Studenten Ahmadis an, beleidigten und belästigten Ahmadi-Frauen. Die Studenten führten ihre Reise fort und kündigten eine Wiederholung des Szenarios auf der Rückfahrt an. Als sie dann am 29. Mai erneut an der Rabwah Railway Station anhielten, überfielen etwa 400–500 Ahmadi-Studenten den Zug und griffen die Studenten an. Dabei wurden 17 Studenten leicht verletzt, konnten aber ihre Reise fortsetzen. Damit beging die Ahmadiyya den von der MTKN erwarteten folgenschweren Fehler. Die pakistanische Presse veröffentlichte kurz darauf verfälschte Berichte vom Vorfall in Rabwah und die MTKN nutzte diese für eine Verschärfung des Konfliktes. Es wurde eine ähnliche Atmosphäre wie bei den Vorfällen von 1953 spürbar. In der Provinz Punjab kam es erneut zu heftigen Unruhen, bei denen 42 Menschen starben, davon 27 Ahmadis. Bhutto geriet immer weiter unter Druck, dennoch gab er am 13. Juni 1974 eine kategorische Erklärung in der Nationalversammlung ab, in der er allein die radikalen Parteien für den Vorfall in Rabwah verantwortlich machte. Eine Woche darauf traf sich Bhutto mit seinem Kabinett, das sich dafür aussprach die Ahmadiyya-Frage in der Nationalversammlung endgültig zu klären.
Der dritte Khalifat ul-Massih Mirza Nasir Ahmad sowie vier weitere Ahmadi-Gelehrte standen in einer elf-tägigen Untersuchung dem Sonderausschuss der Nationalversammlung gegenüber. Zwar wurden alle Vorwürfe gegen die Ahmadiyya Muslim Jamaat von den fünf Gelehrten beantwortet. Die Verfassungsänderung vom 7. September 1974 konnte jedoch nicht verhindert werden, welche die Ahmadiyya zu einer nichtmuslimischen Minderheit erklärte. Formal wurden sie damit als „non-Muslims“ auf eine Stufe mit Juden, Christen, Buddhisten, Sikhs und Hindus gestellt; praktisch führte es zur Legitimierung von Gewalt gegen Ahmadis, ihre Moscheen wurden geschändet oder niedergebrannt. Damit wurden die Ahmadis von der Regierung Bhuttos fallengelassen, nachdem sie noch 1970 treue Wahlhelfer seiner Partei gewesen waren. Die „Exkommunizierung“ der Ahmadis per Parlamentsbeschluss ist in der islamischen Geschichte einmalig und wird von vielen Intellektuellen als beunruhigender Präzedenzfall angesehen. In der Verfassungsänderung und der damit verbundenen Diskriminierung der Ahmadis sahen die sunnitischen Gelehrten einen weiteren Grund, um den Kampf gegen die Häresie der Ahmadis zu verschärfen. Vor allem in Punjab und in der Nordwestlichen Grenzprovinz wurden Ahmadis attackiert und ermordet beziehungsweise deren Geschäfte und Häuser in Brand gesetzt, während die Regierung nicht eingriff und obendrein Zensur verhängte. Da es wiederholt zu solchen Massakern kam, suchten viele Ahmadi-Muslime Exil. Zu den beliebtesten Aufnahmeländern gehörten England, Kanada, USA und auch Deutschland.

#### Entwicklung in den 1980ern unter Führung von Zia ul-Haq und Schaffung des Ordinance XX
Nachdem Zia ul-Haq durch einen Militärputsch die Macht übernommen und Bhutto hatte hinrichten lassen, erklärte er öffentlich, dass er in Pakistan eine neue „islamische Ordnung“ errichten wolle. Dies sprach die Fundamentalisten erneut an, denen die Verfassungsänderung von 1974 nicht weit genug ging. Zia ul-Haq nahm in seinem Islamisierungsprozess 1980 das islamische Steuersystem in Angriff. Die Regierung brachte Richtlinien für die Zahlung der islamischen Steuer heraus, in denen nichtmuslimischen Minderheiten, wozu nun rechtlich gesehen auch die Ahmadiyya gehörte, das Recht aberkannt wurde die Zakat zu zahlen. Die Ahmadiyya hingegen beteuerte, dass sie nach wie vor die Zakat zahlen werde.
Die MTKN legte am 9. April 1984 der Regierung einen Forderungskatalog vor, worin sie folgendes forderte:
1. Entlassung aller Ahmadis aus Schlüsselpositionen
2. Festnahme von Mirza Tahir Ahmad, dem vierten Kalifen der AMJ
3. Durchsetzung der islamischen Ordnung in Pakistan
4. Kennzeichnung von Ahmadis als Nichtmuslime auf Ausweisen und Pässen[201]

Unter Zia-ul-Haq wurde am 26. April 1984 die Ordinance XX, die das pakistanische Strafgesetzbuch um zwei Absätze erweiterte (298-B und 298-C), verabschiedet. Dadurch wurde Ahmadis das Benutzen von islamischen Eulogien, des Gebetsrufs Adhān, der Begrüßungsformel Salām und der Bismillah sowie die Bezeichnung ihrer Gebetshäuser als „Moschee“ unter der Androhung einer Freiheitsstrafe von bis zu drei Jahren sowie einer zusätzlichen Geldstrafe verboten. Es wurden von ihren Moscheen Schilder mit der Aufschrift „Moschee“ entfernt und entsprechende Schriftzüge übermalt. Ferner sind jegliche Handlungen untersagt, welche die „religiösen Gefühle“ eines Muslimen verletzen könnten, sowie jegliche Missionstätigkeiten. Damit wurde das öffentliche Leben der Ahmadiyya-Gemeinde stark eingeschränkt bzw. unmöglich gemacht.
Einen Tag nach der Verabschiedung der Verordnung versammelte sich die MTKN und bedankte sich Zia ul-Haq und erinnerte ihn an die restlichen Forderungen. Von Fanatikern wurden Ahmadis ermordet und in Jhang und Multan Ahmadiyya-Moscheen zerstört. Zwar protestieren einige Parteien gegen die Ordinance XX, es dominierten jedoch Stimmen, welche die Verordnung als einen großartigen Dienst für den Islam feierten. Der Kalif der Ahmadiyya forderte die Ahmadis in Pakistan auf, sich weiterhin friedlich zu verhalten und für eine Lösung des Problems zu beten.

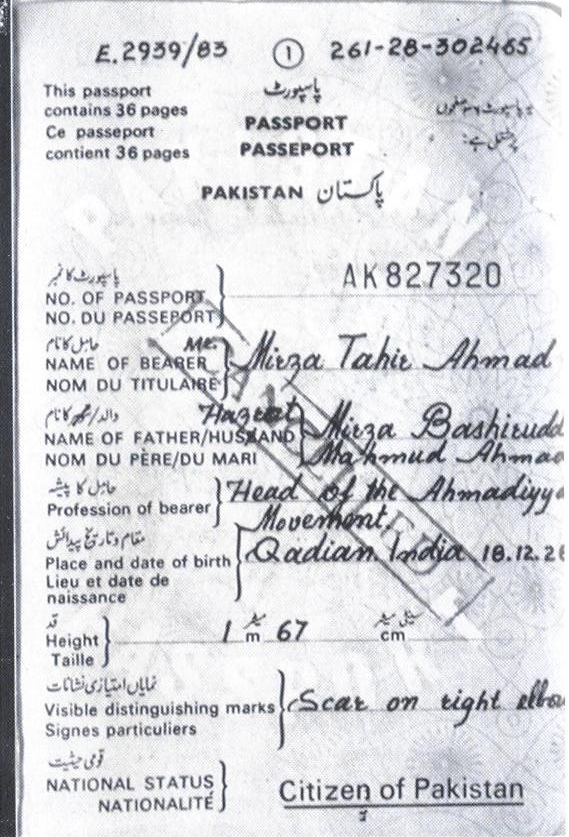
Trotz eines beabsichtigten Ausreiseverbots konnte der vierte Kalif Pakistan verlassen

Bereits im März 1984 informierte die US-amerikanischen Botschaft die Zentrale der Ahmadiyya in Rabwah, dass die pakistanische Regierung alsbald erste Schritte gegen die Ahmadiyya einleiten werde. Nachdem die Ordinance XX verabschiedet worden war, traf sich der Kalif mit seinen engsten Beratern. Diese sprachen sich dafür aus, dass er Pakistan umgehend verlassen solle. Mirza Tahir Ahmad befand sich in der Tat in einer brenzligen Situation, denn jegliche islamische Handlungen hätten bis zu drei Jahre Haft bedeutet. Da ein Khalifat ul-Massih auf Lebenszeit gewählt wird, hätte das wiederum eine kopflose Gemeinde zur Folge gehabt. Bis zum Abreisetag am 30. April beauftragte Zia ul-Haq fünf Geheimdienste mit der Observation der Stadt Rabwah, die allerdings widersprüchliche Meldungen zum Aufenthaltsort des Kalifen machten. Als sich herumsprach, der Kalif habe Rabwah verlassen, verhängte Zia ul-Haq an allen Grenzstellen sowie See- und Flughäfen ein Ausreiseverbot für den Kalifen. Allerdings unterlief Zia ul-Haq der Fehler, dass er das Reiseverbot auf den bereits zwei Jahre zuvor verstorbenen Vorgänger und Halbbruder Mirza Nasir Ahmad verhängte. Mirza Tahir Ahmad konnte so ohne Hindernisse die Passkontrolle durchqueren und vom Jinnah International Airport Karatschi nach Amsterdam und anschließend weiter nach London fliegen. Bis zu seinem Tod im April 2003 blieb er im Londoner Exil.

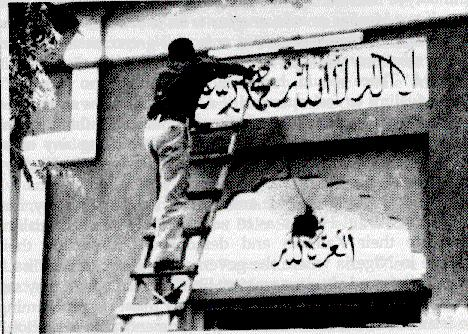
Ein Polizist entfernt die Schahāda von einer Ahmadiyya-Moschee

Von London aus forderte der Kalif im Januar 1985 die Ahmadis in Pakistan dazu auf, sich weiterhin friedlich zu verhalten und die Wahl im Februar zu boykottieren. Die Wahlen verliefen jedoch zu Gunsten Zia ul-Haqs, der mit einem starken Mandat seine Islamisierungspolitik verfolgen konnte. Auf Druck der MTKN wurden von der Landesregierung Punjab Schriftzüge der Schahāda von Ahmadiyya-Moscheen entfernt. Zeitweise provozierten Ahmadis ihre Festnahme, indem sie die Schahāda offen am Körper trugen, um damit die in ihren Augen bestehende Sinnlosigkeit des Strafgesetzes aufzuzeigen. Über Tausend Ahmadis wurden aufgrund dieses Vergehens zu mehreren Jahren Haft verurteilt.

Am 12. Oktober 1986 wurde die Beleidigung des Propheten Mohammed nach Paragraph 295-C unter Todesstrafe gestellt. Da die Islamisten das Aussprechen des Glaubensbekenntnisses von einem Ahmadi an sich schon als eine Verunglimpfung des Propheten verstanden, wollten diese damit der Ahmadiyya jegliche Möglichkeiten entziehen, sich selbst weiterhin als Muslime zu bezeichnen. Die indische Ahmadiyya-Gemeinde bat Amnesty International und den Premierminister Indiens, Rajiv Gandhi, um Unterstützung. Beide erwiderten aber ihre Unfähigkeit, Hilfe für die Ahmadiyya zu leisten, da es sich hierbei um eine innenpolitische Angelegenheit Pakistans handele. Später wurden auch Christen und andere Nichtmuslime aufgrund des Paragraphen 295-C strafrechtlich verfolgt.
| Anklagegrund                                            | Prozesse (1984–2005) |
| ------------------------------------------------------- | -------------------- |
| Darstellen der Schahāda                                 | 756                  |
| Ausrufen des Adhān                                      | 37                   |
| Sich als Muslim ausgegeben                              | 404                  |
| Benutzen von islamischen Eulogien                       | 161                  |
| Verrichten der Pflichtgebete                            | 93                   |
| Predigen                                                | 602                  |
| Verteilen eines Kommentars gegen die Ordinance XX       | 27                   |
| Verstoß gegen Blasphemie-Gesetze (beispielsweise 295-C) | 229                  |
| Andere Verstöße                                         | 1.156                |

#### Weitere Verschärfung trotz Demokratisierungsphase unter Benazir Bhutto
In der Demokratisierungsphase unter Benazir Bhutto schöpften Ahmadis Hoffnung, dass sie die Anti-Ahmadiyya Gesetzgebung abschaffen würde. Benazir Bhutto ließ aber bekannt geben:

„Qadianis sind unter der Herrschaft meines Vaters zu Nicht-Muslimen erklärt worden. Wie könnte ich den größten Dienst, den mein Vater für den Islam geleistet hat, zunichtemachen? Meine Regierung wird den Qadianis keinerlei Konzession gewähren. Sie bleiben Nicht-Muslime.“

Der pakistanische Premierminister Nawaz Sharif verabschiedete 1993 ein Blasphemie-Gesetz, nachdem auch die Todesstrafe verhängt werden kann. Aufgrund dieser Schwierigkeiten verließ Mirza Tahir Ahmad, der vierte Khalifat ul-Massih, Pakistan und wanderte nach London aus.
Das Oberste Gericht Pakistans wies am 3. Juli 1993 acht Berufungen von Ahmadis zurück, die nach der Ordinance XX und Paragraph 295-C inhaftiert worden waren. Das Gericht begründete die Entscheidung zum einen damit, dass die Glaubenspraxis der Ahmadis zwar friedlich sei, aber die sunnitische Mehrheit in Pakistan verärgere und beleidige, zum anderen dürften Nichtmuslime keine islamischen Ausdrücke gebrauchen, da sie sonst „das Urheberrecht verletzen würden“.

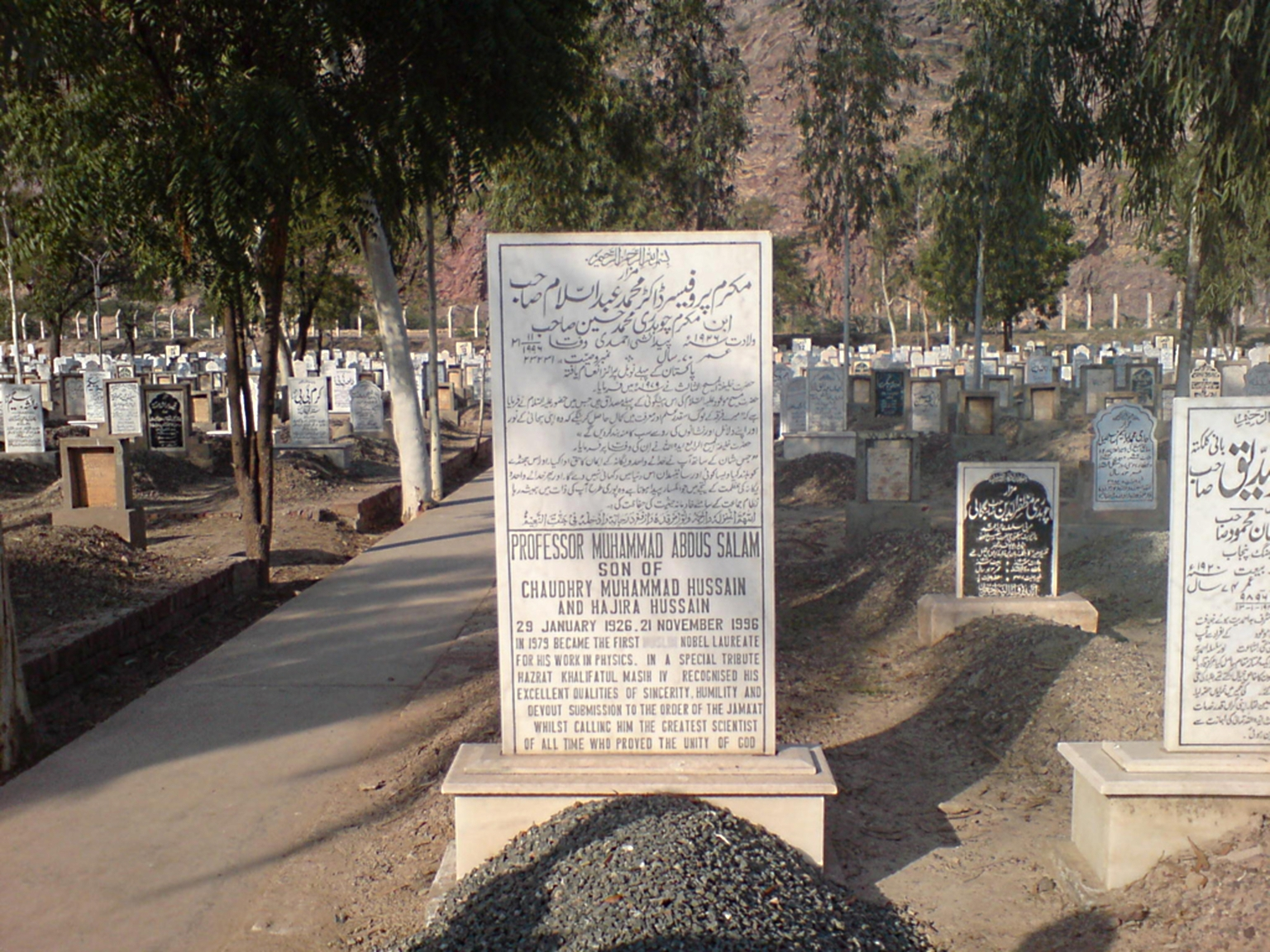
Grab von Abdus Salam in Rabwah – In der Beschreibung „First Muslim Nobel Laureate“ wurde das Wort „Muslim“ entfernt

Die Internationale Arbeitsorganisation kritisierte die Einführung von Personaldokumenten, bei denen erst der Begründer der Ahmadiyya als „Lügner“ und „Betrüger“ erklärt werden muss, um als Muslim zu gelten. Erschwerend kommt noch hinzu, dass bei jeder Behörde und beim Eröffnen eines Bankkontos eine solche Erklärung unterzeichnet werden muss. Zudem merkte die Sonderorganisation der Vereinten Nationen an, dass Ahmadis seit der Ordinance XX vermehrt Diskriminierungen am Arbeitsplatz und in Schulen ausgesetzt sind.

#### Fortdauernde Verfolgung im 21. Jahrhundert
Bei einem Anschlag auf zwei Ahmadiyya-Moscheen in Lahore wurden am 28. Mai 2010 während des Freitagsgebets 86 Ahmadis getötet. Pakistanische Taliban-Milizen bekannten sich zu den Angriffen.
Im Oktober 2017 verurteilte ein Gericht in Sharaqpur Sharif (Provinz Punjab) drei Ahmadis aufgrund des Blasphemiegesetzes zum Tode. Ihnen war vorgeworfen worden, an ihrer Moschee im Dorf Bhoaywal bei Sharaqpur Sharif mehrere Banner mit „beleidigendem“ Inhalt angebracht zu haben.

#### Flucht ins Ausland
Aufgrund der Lynchjustiz in Pakistan suchten Ahmadis Exil im Ausland, wobei das Netzwerk der Auslandsmission für die Aufnahme der Ahmadis von Nutzen war. Das als Versammlungszentrum und Moschee genutzte Einfamilienhaus in Berlin hinter dem Flugfeld des Flughafens Tegel war neben der Nuur-Moschee in Frankfurt das wichtigste Zentrum der Ahmadiyya im deutschen Exil. Das Berliner Versammlungszentrum nahm aber vor allem exilpolitisch eine große Rolle ein, da für eine Vielzahl von Ahmadis aus Pakistan der DDR-Flughafen Berlin-Schönefeld die erste Anlaufstelle nicht nur für Deutschland, sondern auch für andere westeuropäische Staaten war. Bis Ende der 80er Jahre lehnte das Bundesamt für Migration und Flüchtlinge Asylanträge von Ahmadis aus Pakistan ab, die jedoch vereinzelt von den Entscheidungen der Verwaltungsgerichte aufgehoben wurden. Ab Anfang der 90er Jahre ließ die Bundesrepublik Deutschland Asylanträge leichter genehmigen, was zum raschen Wachstum der Ahmadiyya Gemeinde in Deutschland führte. Vorzugsweise wurden junge Männer nach Deutschland entsandt, um in erster Linie finanzielle Mittel für die verbliebene Familie zu sichern. Dabei machten Ahmadis sich den Umstand zu Nutze, dass sie als Asylbewerber auf das Bundesgebiet verteilt wurden. Sie nutzen jeden Aufenthalt in einem Ort zur Mission, was dazu führte, dass das Leben in der Diaspora vielmehr zur religiösen Aufgabe wurde, ehe es zur unfreiwilligen Migration kam.
Der Europäische Gerichtshof entschied im September 2012, dass pakistanischen Ahmadis, die in Deutschland Asyl suchen und sich auf ihre religiöse Verfolgung berufen, nicht zuzumuten sei, nach Pakistan zurückzukehren und sich dort nicht als Ahmadi zu erkennen zu geben. Denn das Asylrecht schütze nicht nur vor Eingriffen in die Religionsausübung den privaten Kreis betreffend, sondern auch die „Freiheit, diesen Glauben öffentlich zu leben.“

### Bangladesch
In Bangladesch, dem ehemaligen Ostpakistan, sind dieselben orthodoxen Gruppen aktiv wie in Pakistan. Die schwersten Vorfälle ereigneten sich im Januar und Oktober 1999, als bei einem Angriff und einem Bombenanschlag auf Ahmadiyya-Moscheen jeweils sieben Ahmadis getötet wurden. Am 12. Dezember 2003 demonstrierten Anhänger der Anti-Ahmadiyya Front an der Bait ul-Mokarram und forderten, dass die Ahmadiyya zu Nichtmuslimen erklärt werde. Das Innenministerium verbannte Anfang 2004 das Schriftgut der Ahmadiyya, was erhebliche Bedenken bei Menschenrechtsorganisationen auslöste. Die USA erinnerten die bengalische Regierung ebenfalls daran, dass ihr Vorgehen mit der in der Verfassung garantierten Religionsfreiheit unvereinbar sei. Die Ahmadiyya reichte mit der Unterstützung von mehreren Menschenrechtsorganisationen eine Klage an das High Court ein, die letztlich den Regierungsbeschluss aufhob.

### Indonesien
Die Majelis Ulama Indonesia (MUI) gab 1980 eine Fatwa heraus, die Ahmadiyya als „unislamisch, abweichlerisch und irreführend“ ausstieß. Das Ministerium für religiöse Angelegenheiten hat 1984 in einem Rundbrief seine Regionalbüros angewiesen, Ahmadiyya als Irrlehre zu betrachten. Mit einer neuen Fatwa im Jahre 2005 machte die MUI ihr Bedürfnis deutlich, die Aktivitäten der Ahmadiyya in Indonesien zu verbieten. Seitdem verstärkten sich Übergriffe auf Einrichtungen der Ahmadiyya Muslim Jamaat, die letztlich mit dieser Fatwa gerechtfertigt werden. Bereits im selben Jahr musste die Polizei Teilnehmer der Jalsa Salana evakuieren. Seit Anfang Juni 2008 ist der Ahmadiyya durch ein Regierungsdekret jegliche Tätigkeit in Indonesien untersagt.
Von 2007 bis 2010 wurden 342 Angriffe auf Ahmadis registriert, und zuletzt am 6. Februar 2011 in einem Dorf der Provinz Banten, bei dem etwa 1500 radikale Muslime in ein Gebäude der Ahmadiyya eindrangen und Ahmadis vor den Augen der Polizei hinrichteten.

### Deutschland
Der 1974 durch das pakistanische Parlament erfolgte Ausschluss der Ahmadis aus der Weltgemeinschaft der Muslime hat auch Auswirkungen für die in Europa lebenden Ahmadis gezeigt. Von Großbritannien aus agieren verschiedene pakistanisch-islamische Organisationen unter der Bezeichnung „Pasban Khatme Nabuwwat“ (Bewahrer des Siegels des Prophetentums) gegen sie. Pakistanische Fundamentalisten setzten nicht nur ein Kopfgeld auf Salman Rushdie aus, sondern auch umgerechnet 250.000 Dollar für denjenigen, der Mirza Tahir Ahmad tötet, den in London lebenden 4. Khalifat ul-Massih. Der Mordaufruf wurde auch in einer pakistanischen Zeitung gedruckt, die in London erscheint. Diese Terrororganisation pakistanischer Extremisten hat das Ziel Ahmadis zu bekämpfen und zu töten.
Bekannt wurde diese Organisation erstmals 1998, als es in Baden-Württemberg und Nordrhein-Westfalen zu religiös motivierten Übergriffen auf Ahmadis kam. Am 16. August 1998 veranstaltete der „Pakistanische Wohlfahrtsverein Mannheim e. V.“ zusammen mit dem Verein „Einheit des Islam e. V.“ aus Offenbach in den Räumen der Mannheimer Yavuz-Sultan-Selim-Moschee eine Khatme-Nabuwwat-Konferenz. In ihren Äußerungen sollen sich die Anhänger der „Khatme Nabuwwat“ dabei nicht nur gegen die Ahmadis gerichtet haben, sondern auch gegen die Bundesrepublik Deutschland, da diese der Ahmadiyya Schutz gewähre.